# Ausztrália a 2008. évi nyári olimpiai játékokon
Ausztrália a kínai Pekingben megrendezett 2008. évi nyári olimpiai játékok egyik részt vevő nemzete volt. Az országot az olimpián 31 sportágban 432 sportoló képviselte, akik összesen 46 érmet szereztek. Ez az olimpiai csapat volt Ausztrália második legnagyobb olimpiai küldöttsége a 2004-es 470 fő után.
Az olimpia programjának 34 sportága, illetve szakága közül mindössze a baseballra, a kézilabdára és a röplabdára nem sikerült Ausztrália versenyzőinek a kvalifikáció.

## Érmesek
| Érem  | Versenyző | Sportág       | Versenyszám                    |
| ----- | --- | ------------- | ------------------------------ |
| Arany | Steven Hooker | Atlétika      | Férfi rúdugrás                 |
| Arany | Scott Brennan David Crawshay | Evezés        | Férfi kétpárevezős             |
| Arany | Drew Ginn Duncan Free | Evezés        | Férfi kormányos nélküli kettes |
| Arany | Ken Wallace | Kajak-kenu    | Férfi kajak egyes 500 m        |
| Arany | Matthew Mitcham | Műugrás       | Férfi egyéni toronyugrás       |
| Arany | Emma Snowsill | Triatlon      | Női                            |
| Arany | Leisel Jones | Úszás         | Női 100 m mell                 |
| Arany | Libby Trickett | Úszás         | Női 100 m pillangó             |
| Arany | Stephanie Rice | Úszás         | Női 200 m vegyes               |
| Arany | Stephanie Rice | Úszás         | Női 400 m vegyes               |
| Arany | Emily Seebohm Leisel Jones Jessicah Schipper Libby Trickett Tarnee White Felicity Galvez Shayne Reese | Úszás         | Női 4 × 100 m vegyes váltó     |
| Arany | Stephanie Rice Bronte Barratt Kylie Palmer Linda MacKenzie Felicity Galvez Angie Bainbridge Melanie Schlanger Lara Davenport | Úszás         | Női 4 × 200 m gyorsváltó       |
| Arany | Nathan Wilmot Malcolm Page | Vitorlázás    | Férfi 470-es osztály           |
| Arany | Tessa Parkinson Elise Rechichi | Vitorlázás    | Női 470-es osztály             |
| Ezüst | Jared Tallent | Atlétika      | Férfi 50 km gyaloglás          |
| Ezüst | Sally McLellan | Atlétika      | Női 100 m gát                  |
| Ezüst | Matt Ryan James Marburg Cameron McKenzie-McHarg Francis Hegerty | Evezés        | Férfi kormányos nélküli négyes |
| Ezüst | Jacqueline Lawrence | Kajak-kenu    | Női szlalom kajak egyes        |
| Ezüst | Anna Meares | Kerékpározás  | Női egyéni sprint              |
| Ezüst | Nemzeti válogatott Suzy Batkovic Tully Bevilaqua Rohanee Cox Holly Grima Kristi Harrower Lauren Jackson Erin Phillips Emma Randall Jenni Screen Belinda Snell Laura Summerton Penny Taylor                                                | Kosárlabda    | Női                            |
| Ezüst | Clayton Fredericks Lucinda Fredericks Sonja Johnson Megan Jones Shane Rose | Lovaglás      | Csapat lovastusa               |
| Ezüst | Briony Cole Melissa Wu | Műugrás       | Női szinkron toronyugrás       |
| Ezüst | Eamon Sullivan | Úszás         | Férfi 100 m gyors              |
| Ezüst | Brenton Rickard | Úszás         | Férfi 200 m mell               |
| Ezüst | Grant Hackett | Úszás         | Férfi 1500 m gyors             |
| Ezüst | Hayden Stoeckel Brenton Rickard Andrew Lauterstein Eamon Sullivan Ashley Delaney Christian Sprenger Adam Pine Matt Targett | Úszás         | Férfi 4 × 100 m vegyes váltó   |
| Ezüst | Libby Trickett | Úszás         | Női 100 m gyors                |
| Ezüst | Leisel Jones | Úszás         | Női 200 m mell                 |
| Ezüst | Darren Bundock Glenn Ashby | Vitorlázás    | Tornádó                        |
| Bronz | Jared Tallent | Atlétika      | Férfi 20 km gyaloglás          |
| Bronz | Nemzeti válogatott Des Abbott Travis Brooks Kiel Brown Liam De Young Luke Doerner Jamie Dwyer Bevan George David Guest Rob Hammond Fergus Kavanagh Mark Knowles Stephen Lambert Eli Matheson Eddie Ockenden Grant Schubert Matt Wells     | Gyeplabda     | Férfi                          |
| Bronz | Ken Wallace | Kajak-kenu    | Férfi kajak egyes 1000 m       |
| Bronz | Robin Bell | Kajak-kenu    | Férfi szlalom kenu egyes       |
| Bronz | Lisa Oldenhof Hannah Davis Chantal Meek Lyndsie Fogarty | Kajak-kenu    | Női kajak négyes 500 m         |
| Bronz | Nemzeti válogatott Jodie Bowering Kylie Cronk Kelly Hardie Tanya Harding Sandy Lewis Simmone Morrow Tracey Mosley Stacey Porter Melanie Roche Justine Smethurst Danielle Stewart Natalie Titcume Natalie Ward Belinda Wright Kerry Wyborn | Softball      | Női                            |
| Bronz | Warren Potent | Sportlövészet | Férfi sportpuska, fekvő        |
| Bronz | Emma Moffatt | Triatlon      | Női                            |
| Bronz | Hayden Stoeckel | Úszás         | Férfi 100 m hát                |
| Bronz | Andrew Lauterstein | Úszás         | Férfi 100 m pillangó           |
| Bronz | Eamon Sullivan Andrew Lauterstein Ashley Callus Matt Targett Leith Brodie Patrick Murphy | Úszás         | Férfi 4 × 100 m gyorsváltó     |
| Bronz | Patrick Murphy Grant Hackett Grant Brits Nic Ffrost Leith Brodie Kirk Palmer | Úszás         | Férfi 4 × 200 m gyorsváltó     |
| Bronz | Cate Campbell | Úszás         | Női 50 m gyors                 |
| Bronz | Jessicah Schipper | Úszás         | Női 100 m pillangó             |
| Bronz | Jessicah Schipper | Úszás         | Női 200 m pillangó             |
| Bronz | Cate Campbell Alice Mills Melanie Schlanger Libby Trickett Shayne Reese | Úszás         | Női 4 × 100 m gyorsváltó       |
| Bronz | Nemzeti válogatott Gemma Beadsworth Nikita Cuffe Suzie Fraser Taniele Gofers Kate Gynther Amy Hetzel Bronwen Knox Emma Knox Alicia McCormack Melissa Rippon Rebecca Rippon Mia Santoromito Jenna Santoromito                              | Vízilabda     | Női                            |

## Asztalitenisz

### Férfi
| Versenyző       | Versenyszám | Selejtező                                              | 64-es főtábla                                               | 48-as főtábla                                                  | 32-es főtábla     | Nyolcaddöntő      | Negyeddöntő       | Elődöntő          | Döntő             | Helyezés |
| Versenyző       | Versenyszám | Ellenfél Eredmény                                      | Ellenfél Eredmény                                           | Ellenfél Eredmény                                              | Ellenfél Eredmény | Ellenfél Eredmény | Ellenfél Eredmény | Ellenfél Eredmény | Ellenfél Eredmény | Helyezés |
| --------------- | ----------- | ------------------------------------------------------ | ----------------------------------------------------------- | -------------------------------------------------------------- | ----------------- | ----------------- | ----------------- | ----------------- | ----------------- | -------- |
| Kyle Davis      | Egyes       | Ahmed Ali Száleh (EGY) · 7-11, 6-11, 12-10, 7-11, 8-11 | kiesett                                                     | kiesett                                                        | kiesett           | kiesett           | kiesett           | kiesett           | kiesett           | 65.      |
| William Henzell | Egyes       | Idír Hurta (ALG) · 8-11, 11-3, 11-2, 11-5, 11-8        | Jens Lundqvist (SWE) · 15-13, 11-9, 8-11, 5-11, 12-10, 11-3 | Jun Dzsejong (KOR) · 11-4, 11-7, 9-11, 12-10, 5-11, 7-11, 4-11 | kiesett           | kiesett           | kiesett           | kiesett           | kiesett           | 33.      |
| Dave Zalcberg   | Egyes       | Đoàn Kiến Quốc (VIE) · 8-11, 7-11, 10-12, 5-11         | kiesett                                                     | kiesett                                                        | kiesett           | kiesett           | kiesett           | kiesett           | kiesett           | 65.      |

#### Csapat
- Kyle Davis
- William Henzell
- Dave Zalcberg

A csoport
| Csapat      | JM | GY | V | GyJ | VJ | PT |
| ----------- | -- | -- | - | --- | -- | -- |
| Kína        | 3  | 3  | 0 | 27  | 5  | 6  |
| Ausztria    | 3  | 2  | 1 | 20  | 11 | 4  |
| Görögország | 3  | 1  | 2 | 12  | 18 | 2  |
| Ausztrália  | 3  | 0  | 3 | 2   | 27 | 0  |

| Ausztrália | 0 – 3 | Ausztria |

| Ausztrália | 0 – 3 | Kína |

| Ausztrália | 0 – 3 | Görögország |

| Csapat     | Helyezés |
| ---------- | -------- |
| Ausztrália | 9.       |

### Női
| Versenyző         | Versenyszám | Selejtező                                           | 64-es főtábla                                                      | 48-as főtábla                                   | 32-es főtábla     | Nyolcaddöntő      | Negyeddöntő       | Elődöntő          | Döntő             | Helyezés |
| Versenyző         | Versenyszám | Ellenfél Eredmény                                   | Ellenfél Eredmény                                                  | Ellenfél Eredmény                               | Ellenfél Eredmény | Ellenfél Eredmény | Ellenfél Eredmény | Ellenfél Eredmény | Ellenfél Eredmény | Helyezés |
| ----------------- | ----------- | --------------------------------------------------- | ------------------------------------------------------------------ | ----------------------------------------------- | ----------------- | ----------------- | ----------------- | ----------------- | ----------------- | -------- |
| Jian-Fang Lay     | Egyes       | Néha Agravál (IND) · 10-12, 11-8, 13-11, 11-8, 11-4 | Sandra Paović (CRO) · 11-5, 9-11, 10-12, 12-10, 14-12, 4-11, 9-11  | kiesett                                         | kiesett           | kiesett           | kiesett           | kiesett           | kiesett           | 49.      |
| Miao Miao         | Egyes       | Cecilia Otu Offiong (NGR) · 11-7, 11-5, 11-5, 14-12 | Irina Kotyihina (RUS) · 11-9, 15-13, 5-11, 10-12, 11-8, 4-11, 11-9 | Tang Jeszo (KOR) · 3-11, 11-7, 3-11, 6-11, 6-11 | kiesett           | kiesett           | kiesett           | kiesett           | kiesett           | 33.      |
| Stephanie Xu Sang | Egyes       | Bose Kaffo (NGR) · 11-8, 10-12, 11-9, 11-2, 11-7    | Szvetlana Ganyina (RUS) · játék nélkül                             | Nieves Wu (DOM) · 5-11, 11-13, 9-11, 6-11       | kiesett           | kiesett           | kiesett           | kiesett           | kiesett           | 33.      |

#### Csapat
- Jian-Fang Lay
- Miao Miao
- Stephanie Xu Sang

D csoport
| Csapat        | JM | GY | V | GyJ | VJ | PT |
| ------------- | -- | -- | - | --- | -- | -- |
| Dél-Korea     | 3  | 3  | 0 | 27  | 6  | 6  |
| Japán         | 3  | 2  | 1 | 25  | 21 | 4  |
| Spanyolország | 3  | 1  | 2 | 20  | 23 | 2  |
| Ausztrália    | 3  | 0  | 3 | 5   | 27 | 0  |

| Ausztrália | 0 – 3 | Japán |

| Ausztrália | 0 – 3 | Dél-Korea |

| Ausztrália | 0 – 3 | Spanyolország |

| Csapat     | Helyezés |
| ---------- | -------- |
| Ausztrália | 9.       |

## Atlétika
Ausztrália negyven, az atlétika valamely versenyszámában induló sportolót küldött Pekingbe. Jana Rawlinson júliusi ujjsérülése miatt nem indulhatott el a 400 méteres gátfutáson. Nathan Deakesnek, a gyaloglás aranyvárományosának pár nappal később kiújuló térdínsérülése miatt ugyancsak el kellett állni a versenyzéstől.
Férfi

| Versenyző                                                       | Versenyszám     | Előfutam                                    | Előfutam | Előfutam | Elődöntő | Elődöntő | Elődöntő | Döntő                                     | Döntő         |
| Versenyző                                                       | Versenyszám     | Idő                                         | Hely.    | Össz.    | Idő      | Hely.    | Össz.    | Idő                                       | Helyezés      |
| --------------------------------------------------------------- | --------------- | ------------------------------------------- | -------- | -------- | -------- | -------- | -------- | ----------------------------------------- | ------------- |
| Joel Milburn                                                    | 400 m           | 44,80 (PB)                                  | 2. Q     | 2.       | 45,06    | 3.       | 13.*     | kiesett                                   | kiesett       |
| Sean Wroe                                                       | 400 m           | 45,17 (PB)                                  | 2. Q     | 10.*     | 45,56    | 7.       | 21.      | kiesett                                   | kiesett       |
| Lachlan Renshaw                                                 | 800 m           | 1:49,19                                     | 6.       | 49.      | kiesett  | kiesett  | kiesett  | kiesett                                   | kiesett       |
| Mitchell Kealey                                                 | 1500 m          | 3:46,31                                     | 11.      | 44.      | kiesett  | kiesett  | kiesett  | kiesett                                   | kiesett       |
| Jeffrey Riseley                                                 | 1500 m          | 3:53,95                                     | 11.      | 47.      | kiesett  | kiesett  | kiesett  | kiesett                                   | kiesett       |
| Collis Birmingham                                               | 5000 m          | 13:44,90                                    | 10.      | 15.      |          |          |          | kiesett                                   | kiesett       |
| Craig Mottram                                                   | 5000 m          | 13:44,39                                    | 5.       | 13.      |          |          |          | kiesett                                   | kiesett       |
| Youcef Abdi                                                     | 3000 m akadály  | 8:17,97 q                                   | 6.       | 6.       |          |          |          | 8:16,36                                   | 6.            |
| Lee Troop                                                       | Maraton         |                                             |          |          |          |          |          | 2:27:17                                   | 60.           |
| Luke Adams                                                      | 20 km gyaloglás |                                             |          |          |          |          |          | 1:19:57                                   | 6.            |
| Luke Adams                                                      | 50 km gyaloglás |                                             |          |          |          |          |          | 3:47:45                                   | 10.           |
| Adam Rutter                                                     | 50 km gyaloglás |                                             |          |          |          |          |          | nem ért célba                             | nem ért célba |
| Jared Tallent                                                   | 50 km gyaloglás |                                             |          |          |          |          |          | 3:39:27                                   |               |
| Jared Tallent                                                   | 20 km gyaloglás |                                             |          |          |          |          |          | 1:19:42                                   |               |
| Chris Erickson                                                  | 20 km gyaloglás |                                             |          |          |          |          |          | kizárták                                  | kizárták      |
| Clinton Hill Joel Milburn Mark Ormrod John Steffensen Sean Wroe | 4 × 400 m váltó | 3:00,68 (Milburn, Ormrod, Steffensen, Hill) | 4. Q     | 7.       |          |          |          | 3:00,02 (Wroe, Steffensen, Hill, Milburn) | 6.            |

| Versenyző        | Versenyszám   | Selejtező | Selejtező | Döntő       | Döntő    |
| Versenyző        | Versenyszám   | Eredmény  | Helyezés  | Eredmény    | Helyezés |
| ---------------- | ------------- | --------- | --------- | ----------- | -------- |
| Justin Anlezark  | Súlylökés     | 19,91 m   | 16.       | kiesett     | kiesett  |
| Scott Martin     | Súlylökés     | 19,75 m   | 21.       | kiesett     | kiesett  |
| Jarrod Bannister | Gerelyhajítás | 79,79 m   | 5. Q      | 83,45 m     | 6.       |
| Paul Burgess     | Rúdugrás      | 555 cm    | 8.        | kiesett     | kiesett  |
| Steven Hooker    | Rúdugrás      | 565 cm    | 5. Q      | 596 cm (OR) |          |
| Benn Harradine   | Diszkoszvetés | 58,55 m   | 31.       | kiesett     | kiesett  |
| Fabrice Lapierre | Távolugrás    | 790 cm    | 16.       | kiesett     | kiesett  |

Női

| Versenyző           | Versenyszám     | Előfutam  | Előfutam | Előfutam | Elődöntő | Elődöntő | Elődöntő | Döntő   | Döntő    |
| Versenyző           | Versenyszám     | Idő       | Hely.    | Össz.    | Idő      | Hely.    | Össz.    | Idő     | Helyezés |
| ------------------- | --------------- | --------- | -------- | -------- | -------- | -------- | -------- | ------- | -------- |
| Tamsyn Lewis        | 400 m           | 52,38     | 4.       | 25.      | kiesett  | kiesett  | kiesett  | kiesett | kiesett  |
| Tamsyn Lewis        | 800 m           | 1:59,67 q | 4.       | 4.       | 2:01,41  | 8.       | 20.      | kiesett | kiesett  |
| Madeleine Pape      | 800 m           | 2:03,09   | 6.       | 29.      | kiesett  | kiesett  | kiesett  | kiesett | kiesett  |
| Lisa Corrigan       | 1500 m          | 4:16,32   | 9.       | 29.      |          |          |          | kiesett | kiesett  |
| Sarah Jamieson      | 1500 m          | 4:06,64   | 5.       | 10.      |          |          |          | kiesett | kiesett  |
| Sally McLellan      | 100 m gát       | 12,83     | 2. Q     | 9.       | 12,70    | 4. Q     | 6.       | 12,64   |          |
| Donna MacFarlane    | 3000 m akadály  | 9:32,05   | 9.       | 21.      |          |          |          | kiesett | kiesett  |
| Victoria Mitchell   | 3000 m akadály  | 9:47,88   | 13.      | 32.      |          |          |          | kiesett | kiesett  |
| Benita Johnson      | Maraton         |           |          |          |          |          |          | 2:32:06 | 21.      |
| Kate Smyth          | Maraton         |           |          |          |          |          |          | 2:36:10 | 44.      |
| Lisa-Jane Weightman | Maraton         |           |          |          |          |          |          | 2:34:16 | 33.      |
| Jane Saville        | 20 km gyaloglás |           |          |          |          |          |          | 1:31:17 | 19.      |
| Kellie Wapshott     | 20 km gyaloglás |           |          |          |          |          |          | 1:37:59 | 39.      |
| Claire Woods        | 20 km gyaloglás |           |          |          |          |          |          | 1:33:02 | 27.      |

| Versenyző        | Versenyszám   | Selejtező | Selejtező | Döntő    | Döntő    |
| Versenyző        | Versenyszám   | Eredmény  | Helyezés  | Eredmény | Helyezés |
| ---------------- | ------------- | --------- | --------- | -------- | -------- |
| Alana Boyd       | Rúdugrás      | 4,30 m    | 16.*      | kiesett  | kiesett  |
| Dani Samuels     | Diszkoszvetés | 61,72 m   | 7. Q      | 60,15 m  | 9.       |
| Bronwyn Thompson | Távolugrás    | 653 cm    | 16.       | kiesett  | kiesett  |

| Versenyszám   | 100 m gát | 100 m gát | Magasugrás | Magasugrás | Súlylökés | Súlylökés | 200 m | 200 m | Távolugrás | Távolugrás | Gerelyhajítás | Gerelyhajítás | 800 m | 800 m   | Végeredmény | Végeredmény |     |
| Versenyszám   | Idő       | Pont      | Eredmény   | Pont       | Eredmény  | Pont      | Idő   | Pont  | Eredmény   | Pont       | Eredmény      | Pont          | Idő   | Pont    | Pont        | Helyezés    |     |
| ------------- | --------- | --------- | ---------- | ---------- | --------- | --------- | ----- | ----- | ---------- | ---------- | ------------- | ------------- | ----- | ------- | ----------- | ----------- | --- |
| Kylie Wheeler | Hétpróba  | 13,68     | 1024       | 189 cm     | 1093      | 13,06 m   | 731   | 24,28 | 954        | 611 cm     | 883           | 43,81 m       | 741   | 2:11,49 | 943         | 6369        | 10. |

OR - olimpiai rekord

* - egy másik versenyzővel azonos időt/eredményt ért el

## Birkózás

### Férfi
Kötöttfogású

| Versenyző        | Versenyszám | Selejtező         | Nyolcaddöntő                         | Negyeddöntő       | Elődöntő          | Vigaszág első kör | Vigaszág elődöntő | Bronz- mérkőzés   | Döntő             | Helyezés |
| Versenyző        | Versenyszám | Ellenfél Eredmény | Ellenfél Eredmény                    | Ellenfél Eredmény | Ellenfél Eredmény | Ellenfél Eredmény | Ellenfél Eredmény | Ellenfél Eredmény | Ellenfél Eredmény | Helyezés |
| ---------------- | ----------- | ----------------- | ------------------------------------ | ----------------- | ----------------- | ----------------- | ----------------- | ----------------- | ----------------- | -------- |
| Hassan Shahsavan | 74 kg       |                   | Roman Meljosin (KAZ) · 0-3, 2-1, 0-5 | kiesett           | kiesett           |                   |                   |                   |                   | 18.      |

Szabadfogású

| Versenyző     | Versenyszám | Selejtező                     | Nyolcaddöntő                         | Negyeddöntő       | Elődöntő          | Vigaszág első kör | Vigaszág elődöntő              | Bronz- mérkőzés   | Döntő             | Helyezés |
| Versenyző     | Versenyszám | Ellenfél Eredmény             | Ellenfél Eredmény                    | Ellenfél Eredmény | Ellenfél Eredmény | Ellenfél Eredmény | Ellenfél Eredmény              | Ellenfél Eredmény | Ellenfél Eredmény | Helyezés |
| ------------- | ----------- | ----------------------------- | ------------------------------------ | ----------------- | ----------------- | ----------------- | ------------------------------ | ----------------- | ----------------- | -------- |
| Ali Abdo      | 74 kg       | Ahmet Gülhan (TUR) · 0-1, 0-2 | kiesett                              | kiesett           | kiesett           |                   |                                |                   |                   | 21.      |
| Sandeep Kumar | 84 kg       |                               | Juszup Abduszalomov (TJK) · 0-3, 0-5 |                   |                   |                   | Tarasz Danyko (UKR) · 0-3, 0-6 | kiesett           | kiesett           | 20.      |

### Női
Szabadfogású

| Versenyző    | Versenyszám | Selejtező         | Nyolcaddöntő                   | Negyeddöntő       | Elődöntő          | Vigaszág első kör | Vigaszág elődöntő | Bronz- mérkőzés   | Döntő             | Helyezés |
| Versenyző    | Versenyszám | Ellenfél Eredmény | Ellenfél Eredmény              | Ellenfél Eredmény | Ellenfél Eredmény | Ellenfél Eredmény | Ellenfél Eredmény | Ellenfél Eredmény | Ellenfél Eredmény | Helyezés |
| ------------ | ----------- | ----------------- | ------------------------------ | ----------------- | ----------------- | ----------------- | ----------------- | ----------------- | ----------------- | -------- |
| Kyla Bremner | 48 kg       |                   | Kim Hjongdzsu (KOR) · 0-6, 0-4 | kiesett           | kiesett           |                   |                   |                   |                   | 17.      |

## Cselgáncs
Férfi
| Versenyszám      | Selejtező         | 32-es főtábla     | Nyolcaddöntő                             | Negyeddöntő       | Elődöntő          | Vigaszág első kör | Vigaszág negyeddöntő | Vigaszág elődöntő | Bronz- mérkőzés   | Döntő             | Helyezés |     |
| Versenyszám      | Ellenfél Eredmény | Ellenfél Eredmény | Ellenfél Eredmény                        | Ellenfél Eredmény | Ellenfél Eredmény | Ellenfél Eredmény | Ellenfél Eredmény    | Ellenfél Eredmény | Ellenfél Eredmény | Ellenfél Eredmény | Helyezés |     |
| ---------------- | ----------------- | ----------------- | ---------------------------------------- | ----------------- | ----------------- | ----------------- | -------------------- | ----------------- | ----------------- | ----------------- | -------- | --- |
| Mark Anthony     | Váltósúly         |                   | Mario Antonio Valles (COL) · 0000-1010   | kiesett           | kiesett           | kiesett           |                      |                   |                   |                   |          | 21. |
| Steven Brown     | Harmatsúly        |                   | Munír Benamádi (ALG) · 0000-1010         | kiesett           | kiesett           | kiesett           |                      |                   |                   |                   |          | 21. |
| Matt Celotti     | Félnehézsúly      |                   | Oreidis Despaigne (CUB) · 0000-0010      | kiesett           | kiesett           | kiesett           |                      |                   |                   |                   |          | 21. |
| Matthew D'Aquino | Légsúly           |                   | Lavréndisz Alexanídisz (GRE) · 0000-1000 | kiesett           | kiesett           | kiesett           |                      |                   |                   |                   |          | 21. |
| Dennis Iverson   | Könnyűsúly        |                   | Sezer Huysuz (TUR) · 0000-1000           | kiesett           | kiesett           | kiesett           |                      |                   |                   |                   |          | 21. |
| Daniel Kelly     | Középsúly         |                   | Izumi Hirosi (JPN) · 0000-0010           | kiesett           | kiesett           | kiesett           |                      |                   |                   |                   |          | 20. |
| Semír Pepic      | Nehézsúly         |                   | Jeldosz Ihszangalijev (KAZ) · 0000-0020  | kiesett           | kiesett           | kiesett           |                      |                   |                   |                   |          | 21. |

Női

| Versenyző          | Versenyszám  | Selejtező                          | Nyolcaddöntő                        | Negyeddöntő                             | Elődöntő                             | Vigaszág első kör | Vigaszág negyeddöntő             | Vigaszág elődöntő | Bronz- mérkőzés                   | Döntő             | Helyezés |
| Versenyző          | Versenyszám  | Ellenfél Eredmény                  | Ellenfél Eredmény                   | Ellenfél Eredmény                       | Ellenfél Eredmény                    | Ellenfél Eredmény | Ellenfél Eredmény                | Ellenfél Eredmény | Ellenfél Eredmény                 | Ellenfél Eredmény | Helyezés |
| ------------------ | ------------ | ---------------------------------- | ----------------------------------- | --------------------------------------- | ------------------------------------ | ----------------- | -------------------------------- | ----------------- | --------------------------------- | ----------------- | -------- |
| Tiffany Day        | Légsúly      |                                    | Paula Pareto (ARG) · 0000-1000      | kiesett                                 | kiesett                              |                   |                                  |                   |                                   |                   | 15.      |
| Kristie-Anne Ryder | Harmatsúly   |                                    | Ilse Heylen (BEL) · 0000-1000       | kiesett                                 | kiesett                              |                   |                                  |                   |                                   |                   | 15.      |
| Pekli Mária        | Könnyűsúly   |                                    | Baczkó Bernadett (HUN) · 0101-0100  | Neszrijja el-Zselászi (TUN) · 1011-0000 | Giulia Quintavalle (ITA) · 0002-0010 |                   |                                  |                   | Ketleyn Quadros (BRA) · 0000-1000 |                   | 5.       |
| Cath Arlove        | Váltósúly    | Daniela Krukower (ARG) · 0000-1000 | kiesett                             | kiesett                                 | kiesett                              |                   |                                  |                   |                                   |                   | 18.      |
| Stephanie Grant    | Félnehézsúly |                                    | Marylise Lévesque (CAN) · 0000-1000 | kiesett                                 | kiesett                              |                   |                                  |                   |                                   |                   | 16.      |
| Janelle Shepherd   | Nehézsúly    | Michela Torrenti (ITA) · 0001-0000 | Sandra Köppen (GER) · 0110-0000     | Idalys Ortíz (CUB) · 0000-1000          |                                      |                   | Szamáh Ramadán (EGY) · 0000-1000 | kiesett           | kiesett                           |                   | 9.       |

## Evezés
Férfi

| Versenyző | Versenyszám                          | Előfutam | Előfutam | Vigaszág/ Egypárevezősnél középdöntő | Vigaszág/ Egypárevezősnél középdöntő | Elődöntő | Elődöntő | Elődöntő | Döntő | Döntő   | Döntő | Helyezés |
| Versenyző | Versenyszám                          | Idő      | Hely.    | Idő                                  | Hely.                                | Típus    | Idő      | Hely.    | Típus | Idő     | Hely. | Helyezés |
| --- | ------------------------------------ | -------- | -------- | ------------------------------------ | ------------------------------------ | -------- | -------- | -------- | ----- | ------- | ----- | -------- |
| Peter Hardcastle | Egypárevezős                         | 7:17,74  | 2.       | 7:00,09                              | 3.                                   | A/B      | 7:32,79  | 6.       | B     | 7:27,34 | 6.    | 12.      |
| David Crawshay Scott Brennan | Kétpárevezős                         | 6:21,39  | 1.       |                                      |                                      | A/B      | 6:21,50  | 1.       | A     | 6:27,77 | 1.    |          |
| Chris Morgan James McRae Brendan Long Daniel Noonan                                                                                    | Négypárevezős                        | 5:36,20  | 1.       |                                      |                                      | A/B      | 5:52,93  | 2.       | A     | 5:44,68 | 4.    | 4.       |
| Drew Ginn Duncan Free | Kormányos nélküli kettes             | 6:41,15  | 1.       |                                      |                                      | A/B      | 6:34,29  | 1.       | A     | 6:37,44 | 1.    |          |
| Matt Ryan James Marburg Cameron McKenzie-McHarg Francis Hegerty                                                                        | Kormányos nélküli négyes             | 6:00,40  | 1.       |                                      |                                      | A/B      | 5:56,20  | 2.       | A     | 6:07,85 | 2.    |          |
| Dave Dennis Samuel Loch James Chapman Tom Laurich Jeremy Stevenson James Tomkins Sam Conrad Stephen Stewart Marty Rabjohns (kormányos) | Nyolcas                              | 6:55,59  | 4.       | 5:40,31                              | 2.                                   |          |          |          | A     | 5:35,10 | 6.    | 6.       |
| Samuel Beltz Tom Gibson | Könnyűsúlyú kétpárevezős             | 6:19,15  | 3.       | 6:42,42                              | 2.                                   | A/B      | 6:32,32  | 5.       | B     | 6:30,11 | 4.    | 10.      |
| Rod Chisholm Anthony Edwards Ben Cureton Todd Skipworth                                                                                | Könnyűsúlyú kormányos nélküli négyes | 5:55,18  | 3.       |                                      |                                      | A/B      | 6:12,38  | 4.       | B     | 6:05,26 | 3.    | 9.       |

Női

| Versenyző | Versenyszám              | Előfutam | Előfutam | Vigaszág/ Egypárevezősnél középdöntő | Vigaszág/ Egypárevezősnél középdöntő | Elődöntő | Elődöntő | Elődöntő | Döntő | Döntő   | Döntő | Helyezés |
| Versenyző | Versenyszám              | Idő      | Hely.    | Idő                                  | Hely.                                | Típus    | Idő      | Hely.    | Típus | Idő     | Hely. | Helyezés |
| --- | ------------------------ | -------- | -------- | ------------------------------------ | ------------------------------------ | -------- | -------- | -------- | ----- | ------- | ----- | -------- |
| Pippa Savage | Egypárevezős             | 7:57,95  | 2.       | 7:34,03                              | 3.                                   | A/B      | 7:43,98  | 5.       | B     | 7:53,43 | 4.    | 10.      |
| Catriona Oliver-Sens Sonia Mills | Kétpárevezős             | 7:13,25  | 4.       | 7:04,30                              | 3.                                   |          |          |          | B     | 7:19,73 | 2.    | 8.       |
| Zoe Uphill Amber Bradley Kerry Hore Amy Ives | Négypárevezős            | 6:20,95  | 4.       | 6:41,39                              | 3.                                   |          |          |          | A     | 6:30,05 | 6.    | 6.       |
| Kim Crow Sarah Cook | Kormányos nélküli kettes | 7:44,04  | 4.       | 7:38,48                              | 3.                                   |          |          |          | B     | 7:40,93 | 4.    | 10.      |
| Pauline Frasca Brooke Pratley Sally Kehoe Natalie Bale Elizabeth Kell Kate Hornsey Sarah Outhwaite-Tait Sarah Heard Elizabeth Patrick (kormányos) | Nyolcas                  | 6:07,93  | 3.       | 6:12,52                              | 4.                                   |          |          |          | A     | 6:14,22 | 6.    | 6.       |
| Amber Halliday Marguerite Houston | Könnyűsúlyú kétpárevezős | 6:53,23  | 2.       |                                      |                                      | A/B      | 7:13,80  | 5.       | B     | 7:07,17 | 2.    | 8.       |

## Gyeplabda

### Férfi
| #               | Név                |         |         |         |         |         |         |         |
| Kapusok         | Kapusok            | Kapusok | Kapusok | Kapusok | Kapusok | Kapusok | Kapusok | Kapusok |
| --------------- | ------------------ | ------- | ------- | ------- | ------- | ------- | ------- | ------- |
| 18              | Stephen Lambert    |         |         |         |         |         |         |         |
| Mezőnyjátékosok |                    |         |         |         |         |         |         |         |
| 1               | Jamie Dwyer        |         |         |         |         |         |         |         |
| 2               | Liam De Young      |         |         |         |         |         |         |         |
| 6               | Robert Hammond     |         |         |         |         |         |         |         |
| 9               | Mark Knowles       |         |         |         |         |         |         |         |
| 11              | Eddie Ockenden     |         |         |         |         |         |         |         |
| 12              | David Guest        |         |         |         |         |         |         |         |
| 13              | Luke Doerner       |         |         |         |         |         |         |         |
| 14              | Grant Schubert     |         |         |         |         |         |         |         |
| 15              | Bevan George (CSK) |         |         |         |         |         |         |         |
| 19              | Eli Matheson       |         |         |         |         |         |         |         |
| 23              | Matthew Wells      |         |         |         |         |         |         |         |
| 24              | Travis Brooks      |         |         |         |         |         |         |         |
| 28              | Kiel Brown         |         |         |         |         |         |         |         |
| 31              | Fergus Kavanagh    |         |         |         |         |         |         |         |
| 32              | Des Abbott         |         |         |         |         |         |         |         |
| Tartalékok      |                    |         |         |         |         |         |         |         |
| 17              | Andrew Smith       |         |         |         |         |         |         |         |
| 30              | Stephen Mowlam (K) |         |         |         |         |         |         |         |
| Vezetőedző      |                    |         |         |         |         |         |         |         |
|                 | Barry Dancer       |         |         |         |         |         |         |         |

#### Eredmények
Csoportkör
B csoport
| Csapat                        | M | Gy | D | V | G+ | G– | Gk  | P  |
| ----------------------------- | - | -- | - | - | -- | -- | --- | -- |
| Hollandia (NED)               | 5 | 4  | 1 | 0 | 16 | 6  | +10 | 13 |
| Ausztrália (AUS)              | 5 | 3  | 2 | 0 | 24 | 7  | +17 | 11 |
| Nagy-Britannia (GBR)          | 5 | 2  | 2 | 1 | 10 | 7  | +3  | 8  |
| Pakisztán (PAK)               | 5 | 2  | 0 | 3 | 11 | 13 | –2  | 6  |
| Kanada (CAN)                  | 5 | 1  | 1 | 3 | 10 | 17 | –7  | 4  |
| Dél-afrikai Köztársaság (RSA) | 5 | 0  | 0 | 5 | 4  | 25 | –21 | 0  |

| 2008. augusztus 11. 18:30 | Ausztrália (AUS)                                                  | 6–1               | Kanada (CAN) | Játékvezetők: Christian Blasch (GER), Chen Dekang (CHN) |
| 2008. augusztus 11. 18:30 | Abbott 15', 16', 54' · Kavanagh 22' · Ockenden 48' · Schubert 57' | (3–0) Jegyzőkönyv | P. Short 38' | Játékvezetők: Christian Blasch (GER), Chen Dekang (CHN) |
| 2008. augusztus 11. 18:30 | Hammond 69'                                                       | Büntetések        |              | Játékvezetők: Christian Blasch (GER), Chen Dekang (CHN) |

| 2008. augusztus 13. 08:30 | Dél-afrikai Köztársaság (RSA)          | 0–10              | Ausztrália (AUS)                                                                                   | Játékvezetők: Andy Mair (GBR), Roel van Eert (NED) |
| 2008. augusztus 13. 08:30 |                                        | (0–5) Jegyzőkönyv | Dwyer 2', 42' · Matheson 14', 29', 57' · Schubert 27' · Guest 35+' 38' · Kavanagh 47' · Abbott 67' | Játékvezetők: Andy Mair (GBR), Roel van Eert (NED) |
| 2008. augusztus 13. 08:30 | Abrahams 7' Hammond 11' Rose-Innes 14' | Büntetések        | | Játékvezetők: Andy Mair (GBR), Roel van Eert (NED) |

| 2008. augusztus 15. 18:30 | Pakisztán (PAK)                        | 1–3               | Ausztrália (AUS)                      | Játékvezetők: Henrik Ehlers (DEN), Gary Simmonds (RSA) |
| 2008. augusztus 15. 18:30 | Abbasi 16'                             | (1–1) Jegyzőkönyv | Schubert 20' · Dwyer 41' · Brooks 59' | Játékvezetők: Henrik Ehlers (DEN), Gary Simmonds (RSA) |
| 2008. augusztus 15. 18:30 | Saqlain 34' 67' Waqas 17' W. Akbar 68' | Büntetések        | Hammond 26'                           | Játékvezetők: Henrik Ehlers (DEN), Gary Simmonds (RSA) |

| 2008. augusztus 17. 20:30 | Ausztrália (AUS)           | 2–2               | Hollandia (NED)  | Játékvezetők: Henrik Ehlers (DEN), Christian Blasch (GER) |
| 2008. augusztus 17. 20:30 | Ockenden 58' · Doerner 61' | (0–0) Jegyzőkönyv | Taekema 55', 70' | Játékvezetők: Henrik Ehlers (DEN), Christian Blasch (GER) |
| 2008. augusztus 17. 20:30 |                            | Büntetések        | Taekema 52'      | Játékvezetők: Henrik Ehlers (DEN), Christian Blasch (GER) |

| 2008. augusztus 19. 20:30 | Ausztrália (AUS)                      | 3–3               | Nagy-Britannia (GBR)                       | Játékvezetők: Christian Blasch (GER), Xavier Adell (ESP) |
| 2008. augusztus 19. 20:30 | George 40' · Dwyer 45' · Ockenden 68' | (0–1) Jegyzőkönyv | Middleton 34' · R. Mantell 47' · Moore 55' | Játékvezetők: Christian Blasch (GER), Xavier Adell (ESP) |
| 2008. augusztus 19. 20:30 |                                       | Büntetések        | Wilson 32'                                 | Játékvezetők: Christian Blasch (GER), Xavier Adell (ESP) |

Elődöntő
| 2008. augusztus 21. 20:30 | Spanyolország (ESP)         | 3 − 2             | Ausztrália (AUS)         | Játékvezetők: Henrik Ehlers (DEN), Christian Blasch (GER) |
| 2008. augusztus 21. 20:30 | Tubau 39', 44' · Freixa 68' | (0–1) Jegyzőkönyv | Abbott 1' · Ockenden 37' | Játékvezetők: Henrik Ehlers (DEN), Christian Blasch (GER) |
| 2008. augusztus 21. 20:30 | Fábregas 21' Tubau 42'      | Büntetések        | Hammond 42' Wells 61'    | Játékvezetők: Henrik Ehlers (DEN), Christian Blasch (GER) |

Bronzmérkőzés
| 2008. augusztus 23. 18:00 | Hollandia (NED)              | 2–6               | Ausztrália (AUS)                                                       | Játékvezetők: Andy Mair (GBR), Christian Blasch (GER) |
| 2008. augusztus 23. 18:00 | Taekema 12' · De Nooijer 27' | (2–4) Jegyzőkönyv | Ockenden 5', 6' · Abbott 9' · Matheson 28' · Hammond 42' · Doerner 62' | Játékvezetők: Andy Mair (GBR), Christian Blasch (GER) |
| 2008. augusztus 23. 18:00 | G.-J. Derikx 53'             | Büntetések        | Knowles 49' Ockenden 53'                                               | Játékvezetők: Andy Mair (GBR), Christian Blasch (GER) |

| Csapat           | Helyezés |
| ---------------- | -------- |
| Ausztrália (AUS) |          |

### Női
| #               | Név                 |         |         |         |         |         |         |         |
| Kapusok         | Kapusok             | Kapusok | Kapusok | Kapusok | Kapusok | Kapusok | Kapusok | Kapusok |
| --------------- | ------------------- | ------- | ------- | ------- | ------- | ------- | ------- | ------- |
| 17              | Rachel Imison       |         |         |         |         |         |         |         |
| Mezőnyjátékosok |                     |         |         |         |         |         |         |         |
| 4               | Casey Eastham       |         |         |         |         |         |         |         |
| 6               | Megan Rivers        |         |         |         |         |         |         |         |
| 7               | Kim Walker          |         |         |         |         |         |         |         |
| 10              | Kate Hollywood      |         |         |         |         |         |         |         |
| 11              | Emily Halliday      |         |         |         |         |         |         |         |
| 12              | Madonna Blyth       |         |         |         |         |         |         |         |
| 14              | Nicole Arrold       |         |         |         |         |         |         |         |
| 15              | Kobie McGurk        |         |         |         |         |         |         |         |
| 16              | Fiona Johnson       |         |         |         |         |         |         |         |
| 24              | Angie Skirving      |         |         |         |         |         |         |         |
| 25              | Melanie Twitt (CSK) |         |         |         |         |         |         |         |
| 28              | Hope Munro          |         |         |         |         |         |         |         |
| 29              | Teneal Attard       |         |         |         |         |         |         |         |
| 30              | Sarah Young         |         |         |         |         |         |         |         |
| 32              | Nicole Hudson (CSK) |         |         |         |         |         |         |         |
| Tartalékok      |                     |         |         |         |         |         |         |         |
| 1               | Toni Cronk (K)      |         |         |         |         |         |         |         |
| 13              | Shelly Liddelow     |         |         |         |         |         |         |         |
| Vezetőedző      |                     |         |         |         |         |         |         |         |
|                 | Frank Murray        |         |         |         |         |         |         |         |

#### Eredmények
Csoportkör
A csoport
| Csapat                        | M | Gy | D | V | G+ | G– | Gk  | P  |
| ----------------------------- | - | -- | - | - | -- | -- | --- | -- |
| Hollandia (NED)               | 5 | 5  | 0 | 0 | 14 | 3  | +11 | 15 |
| Kína (CHN)                    | 5 | 3  | 1 | 1 | 14 | 4  | +10 | 10 |
| Ausztrália (AUS)              | 5 | 3  | 1 | 1 | 17 | 9  | +8  | 10 |
| Spanyolország (ESP)           | 5 | 2  | 0 | 3 | 4  | 12 | –8  | 6  |
| Dél-Korea (KOR)               | 5 | 1  | 0 | 4 | 13 | 18 | –5  | 3  |
| Dél-afrikai Köztársaság (RSA) | 5 | 0  | 0 | 5 | 2  | 18 | –16 | 0  |

| 2008. augusztus 10. 18:00 | Ausztrália (AUS)                                         | 5–4               | Dél-Korea (KOR)                                                  | Játékvezetők: Soledad Iparruguirre (ARG), Stella Bartlema (NED) |
| 2008. augusztus 10. 18:00 | Liddelow 25', 50' · Hudson 47' · Young 56' · Eastham 65' | (1–4) Jegyzőkönyv | Kim Miszon 18' · Kim Dare 27' · Kim Szonghi 32' · Pak Mihjon 34' | Játékvezetők: Soledad Iparruguirre (ARG), Stella Bartlema (NED) |
| 2008. augusztus 10. 18:00 |                                                          | Büntetések        | I Szonok 60'                                                     | Játékvezetők: Soledad Iparruguirre (ARG), Stella Bartlema (NED) |

| 2008. augusztus 12. 10:30 | Ausztrália (AUS)                                                         | 6–1               | Spanyolország (ESP) | Játékvezetők: Szoma Csieko (JPN), Miao Lin (CHN) |
| 2008. augusztus 12. 10:30 | Skirving 27', 60' · Hudson 47' · Eastham 54' · Halliday 66' · Rivers 70' | (1–1) Jegyzőkönyv | Muñoz 6'            | Játékvezetők: Szoma Csieko (JPN), Miao Lin (CHN) |
| 2008. augusztus 12. 10:30 | Liddelow 18'                                                             | Büntetések        |                     | Játékvezetők: Szoma Csieko (JPN), Miao Lin (CHN) |

| 2008. augusztus 14. 20:30 | Dél-afrikai Köztársaság (RSA) | 0–3               | Ausztrália (AUS)                        | Játékvezetők: Carol Metchette (IRL), Ute Conen (GER) |
| 2008. augusztus 14. 20:30 |                               | (0–1) Jegyzőkönyv | Hudson 10' · Skirving 44' · Eastham 62' | Játékvezetők: Carol Metchette (IRL), Ute Conen (GER) |
| 2008. augusztus 14. 20:30 | Vida Ryan 17' Hector 43'      | Büntetések        | Rivers 52'                              | Játékvezetők: Carol Metchette (IRL), Ute Conen (GER) |

| 2008. augusztus 16. 10:30 | Ausztrália (AUS) | 1–2               | Hollandia (NED)    | Játékvezetők: Sarah Garnett (NZL), Marelize de Klerk (RSA) |
| 2008. augusztus 16. 10:30 | Young 17'        | (1–1) Jegyzőkönyv | Paumen 20', 46'    | Játékvezetők: Sarah Garnett (NZL), Marelize de Klerk (RSA) |
| 2008. augusztus 16. 10:30 |                  | Büntetések        | Van Geenhuizen 54' | Játékvezetők: Sarah Garnett (NZL), Marelize de Klerk (RSA) |

| 2008. augusztus 18. 21:00 | Kína (CHN)                                    | 2–2               | Ausztrália (AUS)        | Játékvezetők: Szoma Csieko (JPN), Carolina de la Fuente (ARG) |
| 2008. augusztus 18. 21:00 | Li Hung-hszia 30', 38'                        | (1–0) Jegyzőkönyv | Eastham 51' · Young 62' | Játékvezetők: Szoma Csieko (JPN), Carolina de la Fuente (ARG) |
| 2008. augusztus 18. 21:00 | Li Hung-hszia 61' Kao Li-hua 67' Ma Ji-po 70' | Büntetések        |                         | Játékvezetők: Szoma Csieko (JPN), Carolina de la Fuente (ARG) |

Az 5. helyért
| 2008. augusztus 22. 11:00 | Ausztrália (AUS)      | 2–0               | Nagy-Britannia (GBR) | Játékvezetők: Sarah Garnett (NZL), Miao Lin (CHN) |
| 2008. augusztus 22. 11:00 | Blyth 29' · Munro 68' | (1–0) Jegyzőkönyv |                      | Játékvezetők: Sarah Garnett (NZL), Miao Lin (CHN) |
| 2008. augusztus 22. 11:00 |                       | Büntetések        | Joa. Ellis 60'       | Játékvezetők: Sarah Garnett (NZL), Miao Lin (CHN) |

| Csapat           | Helyezés |
| ---------------- | -------- |
| Ausztrália (AUS) | 5.       |

## Íjászat
Ausztrália két íjásza tudta kvalifikálni magát a 2007-es kültéri világbajnokságon és hárman az óceániai bajnokságon. David Barnes és Sky Kim volt a két férfi a világversenyen, Michael Naray volt a harmadik, így a csapatkvalifikációt is megszerezték az óceániai versenyen. Ausztrália két női íjásza Jade Lindsey és Jane Waller voltak.
Férfi

| Versenyző                          | Versenyszám | Selejtező | Selejtező | 64-es főtábla                                | 32-es főtábla                     | Nyolcaddöntő                                                                       | Negyeddöntő       | Elődöntő          | Döntő             | Helyezés |
| Versenyző                          | Versenyszám | Pont      | Kiemelt   | Ellenfél Eredmény                            | Ellenfél Eredmény                 | Ellenfél Eredmény                                                                  | Ellenfél Eredmény | Ellenfél Eredmény | Ellenfél Eredmény | Helyezés |
| ---------------------------------- | ----------- | --------- | --------- | -------------------------------------------- | --------------------------------- | ---------------------------------------------------------------------------------- | ----------------- | ----------------- | ----------------- | -------- |
| Matthew Gray                       | Egyéni      | 654       | 39.       | Cheng Chu Sian (MAS) (26.) · 101-109         | kiesett                           | kiesett                                                                            | kiesett           | kiesett           | kiesett           | 45.      |
| Sky Kim                            | Egyéni      | 665       | 14.       | Romain Girouille (FRA) (51.) · 112-110       | Jacek Proć (POL) (19.) · 110-111  | kiesett                                                                            | kiesett           | kiesett           | kiesett           | 21.      |
| Michael Naray                      | Egyéni      | 658       | 30.       | Jean-Charles Valladont (FRA) (35.) · 108-106 | Viktor Ruban (UKR) (3.) · 105-115 | kiesett                                                                            | kiesett           | kiesett           | kiesett           | 26.      |
| Matthew Gray Sky Kim Michael Naray | Csapat      | 1977      | 9.        |                                              |                                   | Lengyelország (POL) · Rafał Dobrowolski · Piotr Piątek · Jacek Proć (8.) · 218-223 | kiesett           | kiesett           | kiesett           | 10.      |

Női

| Versenyző        | Versenyszám | Selejtező | Selejtező | 64-es főtábla                            | 32-es főtábla     | Nyolcaddöntő      | Negyeddöntő       | Elődöntő          | Döntő             | Helyezés |
| Versenyző        | Versenyszám | Pont      | Kiemelt   | Ellenfél Eredmény                        | Ellenfél Eredmény | Ellenfél Eredmény | Ellenfél Eredmény | Ellenfél Eredmény | Ellenfél Eredmény | Helyezés |
| ---------------- | ----------- | --------- | --------- | ---------------------------------------- | ----------------- | ----------------- | ----------------- | ----------------- | ----------------- | -------- |
| Alexandra Feeney | Egyéni      | 580       | 59.       | Yuan Shu Chi (TPE) (6.) · 101-104        | kiesett           | kiesett           | kiesett           | kiesett           | kiesett           | 59.      |
| Jane Waller      | Egyéni      | 634       | 28.       | Praníta Vardhineni (IND) (37.) · 100-106 | kiesett           | kiesett           | kiesett           | kiesett           | kiesett           | 38.      |

## Kajak-kenu

### Síkvízi
Férfi

| Versenyző                                            | Versenyszám         | Selejtező | Selejtező | Elődöntő | Elődöntő | Döntő    | Döntő    |
| Versenyző                                            | Versenyszám         | Idő       | Hely.     | Idő      | Hely.    | Idő      | Helyezés |
| ---------------------------------------------------- | ------------------- | --------- | --------- | -------- | -------- | -------- | -------- |
| Torsten Lachmann                                     | Kenu egyes 500 m    | 2:00.594  | 7.        | 1:59.119 | 7.       | kiesett  | kiesett  |
| Torsten Lachmann                                     | Kenu egyes 1000 m   | 4:15.188  | 5.        | 4:09.792 | 6.       | kiesett  | kiesett  |
| Ken Wallace                                          | Kajak egyes 500 m   | 1:36.208  | 2.        | 1:43.340 | 3.       | 1:37.252 |          |
| Ken Wallace                                          | Kajak egyes 1000 m  | 3:30.306  | 2.        | 3:33.255 | 1.       | 3:27.485 |          |
| Jacob Clear Clint Robinson                           | Kajak kettes 500 m  | 1:31.712  | 6.        | 1:33.839 | 7.       | kiesett  | kiesett  |
| Clint Robinson Tony Schumacher Dave Smith Tate Smith | Kajak négyes 1000 m | 3:00.920  | 5.        | 3:02.743 | 4.       | kiesett  | kiesett  |

Női

| Versenyző                                               | Versenyszám        | Selejtező | Selejtező | Elődöntő | Elődöntő | Döntő   | Döntő    |
| Versenyző                                               | Versenyszám        | Idő       | Hely.     | Idő      | Hely.    | Idő     | Helyezés |
| ------------------------------------------------------- | ------------------ | --------- | --------- | -------- | -------- | ------- | -------- |
| Chantal Meek                                            | Kajak egyes 500 m  | 1:53.374  | 5.        | 1:54.876 | 7.       | kiesett | kiesett  |
| Hannah Davis Lyndsie Fogarty                            | Kajak kettes 500 m | 1:45.124  | 3.        |          | 1:43.969 | 6.      |          |
| Hannah Davis Lyndsie Fogarty Chantal Meek Lisa Oldenhof | Kajak négyes 500 m | 1:36.516  | 3.        |          | 1:34.704 |         |          |

### Szlalom
Férfi

| Versenyző                     | Versenyszám | Selejtező | Selejtező | Selejtező | Selejtező | Selejtező  | Selejtező  | Elődöntő | Elődöntő | Döntő   | Döntő   | Összesítés | Összesítés |
| Versenyző                     | Versenyszám | 1. futam  | 1. futam  | 2. futam  | 2. futam  | Összesítés | Összesítés | Elődöntő | Elődöntő | Döntő   | Döntő   | Összesítés | Összesítés |
| Versenyző                     | Versenyszám | Pont      | Hely.     | Pont      | Hely.     | Pont       | Hely.      | Pont     | Hely.    | Pont    | Hely.   | Pont       | Helyezés   |
| ----------------------------- | ----------- | --------- | --------- | --------- | --------- | ---------- | ---------- | -------- | -------- | ------- | ------- | ---------- | ---------- |
| Robin Bell                    | Kenu egyes  | 88,86     | 6.        | 87,59     | 9.        | 176,45     | 7.         | 91,16    | 5.       | 89,43   | 3.      | 180,59     |            |
| Mark Bellofiore Lachlan Milne | Kenu kettes | 104,61    | 11.       | 98,21     | 7.        | 202,82     | 9.         | 104,17   | 7.       | kiesett | kiesett | kiesett    | kiesett    |
| Warwick Draper                | Kajak egyes | 86,28     | 13.       | 86,30     | 9.        | 172,58     | 10.        | 86,09    | 2.       | 91,76   | 8.      | 177,85     | 5.         |

Női

| Versenyző           | Versenyszám | Selejtező | Selejtező | Selejtező | Selejtező | Selejtező  | Selejtező  | Elődöntő | Elődöntő | Döntő  | Döntő | Összesítés | Összesítés |
| Versenyző           | Versenyszám | 1. futam  | 1. futam  | 2. futam  | 2. futam  | Összesítés | Összesítés | Elődöntő | Elődöntő | Döntő  | Döntő | Összesítés | Összesítés |
| Versenyző           | Versenyszám | Pont      | Hely.     | Pont      | Hely.     | Pont       | Hely.      | Pont     | Hely.    | Pont   | Hely. | Pont       | Helyezés   |
| ------------------- | ----------- | --------- | --------- | --------- | --------- | ---------- | ---------- | -------- | -------- | ------ | ----- | ---------- | ---------- |
| Jacqueline Lawrence | Kajak egyes | 103,18    | 10.       | 96,95     | 6.        | 200,13     | 7.         | 103,40   | 4.       | 103,54 | 2.    | 206,94     |            |

## Kerékpározás

### BMX
| Versenyző       | Versenyszám | Selejtező | Selejtező | Negyeddöntő | Negyeddöntő | Elődöntő | Elődöntő | Döntő    | Döntő    |
| Versenyző       | Versenyszám | Idő       | Helyezés  | Pont        | Helyezés    | Pont     | Helyezés | Idő      | Helyezés |
| --------------- | ----------- | --------- | --------- | ----------- | ----------- | -------- | -------- | -------- | -------- |
| Jared Graves    | Férfi       | 36,372    | 11.       | 4           | 1.          | 10       | 3.       | 2:19,233 | 6.       |
| Kamakazi        | Férfi       | 36,492    | 15.       | 13          | 4.          | 18       | 6.       | kiesett  | kiesett  |
| Luke Madill     | Férfi       | 36,795    | 22.       | 18          | 7.          | kiesett  | kiesett  | kiesett  | kiesett  |
| Tanya Bailey    | Női         | 38,285    | 10.       |             |             | 22       | 8.       | kiesett  | kiesett  |
| Nicole Callisto | Női         | 36,717    | 6.        |             |             | 12       | 4.       | 1:19,609 | 6.       |

### Hegyi-kerékpározás
| Versenyző        | Versenyszám        | Idő           | Helyezés |
| ---------------- | ------------------ | ------------- | -------- |
| Daniel McConnell | Férfi terepverseny | 2 kör hátrány | 39.      |
| Dellys Starr     | Női terepverseny   | 2 kör hátrány | 26.      |

### Országúti kerékpározás
Férfi

| Versenyző      | Versenyszám   | Idő                   | Helyezés      |
| -------------- | ------------- | --------------------- | ------------- |
| Cadel Evans    | Mezőnyverseny | 6:24:11 (+0:22)       | 14.           |
| Cadel Evans    | Időfutam      | 1:03:34,97 (+1:23,54) | 5.            |
| Simon Gerrans  | Mezőnyverseny | 6:26:17 (+2:28)       | 36.           |
| Matthew Lloyd  | Mezőnyverseny | 6:26:17 (+2:28)       | 30.           |
| Stuart O’Grady | Mezőnyverseny | nem ért célba         | nem ért célba |
| Michael Rogers | Mezőnyverseny | 6:23:49 (+0:00)       | 5.            |
| Michael Rogers | Időfutam      | 1:04:46,85 (+2:35,42) | 8.            |

Női

| Versenyző       | Versenyszám   | Idő                 | Helyezés      |
| --------------- | ------------- | ------------------- | ------------- |
| Katherine Bates | Mezőnyverseny | nem ért célba       | nem ért célba |
| Sara Carrigan   | Mezőnyverseny | 3:33:25 (+1:01)     | 38.           |
| Oenone Wood     | Mezőnyverseny | 3:33:17 (+0:53)     | 29.           |
| Oenone Wood     | Időfutam      | 38:53,45 (+4:01,73) | 22.           |

### Pálya-kerékpározás
Sprintversenyek

| Versenyző                                     | Versenyszám         | Selejtező                     | Selejtező | 1. forduló                        | Vigaszág                                              | Vigaszág | 2. forduló                     | Vigaszág                                              | Vigaszág | 9–12. helyért                                                                 | 9–12. helyért | Negyeddöntő                          | 5–8. helyért           | 5–8. helyért | Elődöntő                                                                                | Döntő | Helyezés |
| Versenyző                                     | Versenyszám         | Idő                           | Hely.     | Ellenfél Győztes idő              | Ellenfelek Győztes idő                                | Hely.    | Ellenfél Győztes idő           | Ellenfelek Győztes idő                                | Hely.    | Ellenfelek Győztes idő                                                        | Hely.         | Ellenfél Győztes idő                 | Ellenfelek Győztes idő | Hely.        | Ellenfél Győztes idő                                                                    | Ellenfél Győztes idő                                                                                                | Helyezés |
| --------------------------------------------- | ------------------- | ----------------------------- | --------- | --------------------------------- | ----------------------------------------------------- | -------- | ------------------------------ | ----------------------------------------------------- | -------- | ----------------------------------------------------------------------------- | ------------- | ------------------------------------ | ---------------------- | ------------ | --------------------------------------------------------------------------------------- | --- | -------- |
| Ryan Bayley                                   | Férfi egyéni sprint | 10,362                        | 12.       | Azizul Hasni Awang (MAS) · 10,762 |                                                       |          | Maximilian Levy (GER) · 10,763 | Kévin Sireau (FRA) · Vatanabe Kazunari (JPN) · 10,570 | 3.       | Stefan Nimke (GER) · Roberto Chiappa (ITA) · Vatanabe Kazunari (JPN) · 11,051 | 3.            |                                      |                        |              |                                                                                         | | 11.      |
| Mark French                                   | Férfi egyéni sprint | 10,337                        | 10.       | Theo Bos (NED) · 10,959           | Teun Mulder (NED) · Gyenyisz Dmitrijev (RUS) · 10,889 | 2.       | kiesett                        | kiesett                                               | kiesett  | kiesett                                                                       | kiesett       | kiesett                              | kiesett                | kiesett      | kiesett                                                                                 | kiesett | 13.      |
| Anna Meares                                   | Női egyéni sprint   | 11,140                        | 3.        | Yvonne Hijgenaar (NED) · 11,663   |                                                       |          |                                |                                                       |          |                                                                               |               | Clara Sánchez (FRA) · 11,716, 12,108 |                        |              | Kuo Suang (CHN) · 11,629, 11,578, 11,617                                                | Victoria Pendleton (GBR) · 11,363, 11,118                                                                           |          |
| Ryan Bayley Dan Ellis Mark French Shane Kelly | Férfi csapatsprint  | 44,335 (Ellis, French, Kelly) | 5.        |                                   |                                                       |          |                                |                                                       |          |                                                                               |               |                                      |                        |              | Hollandia (NED) · Theo Bos · Teun Mulder · Tim Veldt · 44,090 · (Bayley, Ellis, French) | Bronzmérkőzés · Németország (GER) · René Enders · Maximilian Levy · Stefan Nimke · 44,022 · (Bayley, Ellis, French) | 4.       |

Üldözőversenyek

| Versenyző                                                        | Versenyszám                | Selejtező | Selejtező | Elődöntő                                                                                    | Elődöntő  | Elődöntő | Döntő | Döntő     | Döntő    |
| Versenyző                                                        | Versenyszám                | Idő       | Hely.     | Ellenfél Idő                                                                                | Saját idő | Hely.    | Ellenfél Idő | Saját idő | Helyezés |
| ---------------------------------------------------------------- | -------------------------- | --------- | --------- | ------------------------------------------------------------------------------------------- | --------- | -------- | --- | --------- | -------- |
| Bradley McGee                                                    | Férfi egyéni üldözőverseny | 4:26,084  | 9.        | kiesett                                                                                     | kiesett   | kiesett  | kiesett | kiesett   | kiesett  |
| Brett Lancaster                                                  | Férfi egyéni üldözőverseny | 4:26,139  | 12.       | kiesett                                                                                     | kiesett   | kiesett  | kiesett | kiesett   | kiesett  |
| Katie Mactier                                                    | Női egyéni üldözőverseny   | 3:38,178  | 7.        | Rebecca Romero (GBR) · 3:27,703                                                             | 3:37,296  | 7.       | kiesett | kiesett   | kiesett  |
| Jack Bobridge Graeme Brown Mark Jamieson Brad McGee Luke Roberts | Férfi csapat üldözőverseny | 4:02,041  | 3.        | Hollandia (NED) · Levi Heimans · Robert Slippens · Wim Stroetinga · Jens Mouris · lekörözve | 3:58,633  | 4.       | Bronzmérkőzés · Új-Zéland (NZL) · Sam Bewley · Hayden Roulston · Marc Ryan · Jesse Sergent · Westley Gough · 3:57,776 | 3:59,006  | 4.       |

Keirin
| Versenyző   | Versenyszám  | 1. forduló | 2. forduló | Döntő    | Helyezés |
| Versenyző   | Versenyszám  | Helyezés   | Helyezés   | Helyezés | Helyezés |
| ----------- | ------------ | ---------- | ---------- | -------- | -------- |
| Ryan Bayley | Férfi keirin | 1.         | 6.         | 2.       | 8.       |
| Shane Kelly | Férfi keirin | 2.         | 2.         | 4.       | 4.       |

Pontversenyek

| Név             | Versenyszám       | Pont | Helyezés |
| --------------- | ----------------- | ---- | -------- |
| Cameron Meyer   | Férfi pontverseny | 36   | 4.       |
| Katherine Bates | Női pontverseny   | 10   | 6.       |

## Kosárlabda
Az ausztrál férfi kosárlabdacsapat a 2007-es FIBA Óceániai Bajnokságon Új-Zéland legyőzésével kvalifikálta magát az olimpiára. A női csapat kijutása a 2006-os FIBA-világbajnoki cím megnyerésével már biztossá vált.

### Férfi

#### Eredmények
Csoportkör
A csoport
| Csapat             | M | Gy | V | P+  | P–  | Pk   |
| ------------------ | - | -- | - | --- | --- | ---- |
| Litvánia (LTU)     | 5 | 4  | 1 | 425 | 400 | +25  |
| Argentína (ARG)    | 5 | 4  | 1 | 425 | 361 | +64  |
| Horvátország (CRO) | 5 | 3  | 2 | 399 | 380 | +19  |
| Ausztrália (AUS)   | 5 | 3  | 2 | 457 | 405 | +52  |
| Oroszország (RUS)  | 5 | 1  | 4 | 387 | 406 | –19  |
| Irán (IRI)         | 5 | 0  | 5 | 323 | 464 | –141 |

| 2008. augusztus 10. 20:00 | Ausztrália (AUS)                         | 82–97     | Horvátország (CRO) | Vukoszung Sportcsarnok, Peking Nézőszám: 11 083 Játékvezetők: Eddie Rush (USA) |
| 2008. augusztus 10. 20:00 | (14–21, 17–26, 22–26, 29–24) Jegyzőkönyv |           |                    | Vukoszung Sportcsarnok, Peking Nézőszám: 11 083 Játékvezetők: Eddie Rush (USA) |
| 2008. augusztus 10. 20:00 | Nielsen 13                               | Pont      | Prkačin, Banić 16  | Vukoszung Sportcsarnok, Peking Nézőszám: 11 083 Játékvezetők: Eddie Rush (USA) |
| 2008. augusztus 10. 20:00 | Anstey 7                                 | Lepattanó | Lončar 10          | Vukoszung Sportcsarnok, Peking Nézőszám: 11 083 Játékvezetők: Eddie Rush (USA) |
| 2008. augusztus 10. 20:00 | Barlow 3                                 | Gólpassz  | Popović 5          | Vukoszung Sportcsarnok, Peking Nézőszám: 11 083 Játékvezetők: Eddie Rush (USA) |

| 2008. augusztus 12. 22:15 | Argentína (ARG)                          | 85–68     | Ausztrália (AUS) | Vukoszung Sportcsarnok, Peking Nézőszám: 11 083 Játékvezetők: Nikolaos Pitsilkas (GRE) |
| 2008. augusztus 12. 22:15 | (23–11, 16–18, 24–17, 22–22) Jegyzőkönyv |           |                  | Vukoszung Sportcsarnok, Peking Nézőszám: 11 083 Játékvezetők: Nikolaos Pitsilkas (GRE) |
| 2008. augusztus 12. 22:15 | Ginóbili 21                              | Pont      | Mills 22         | Vukoszung Sportcsarnok, Peking Nézőszám: 11 083 Játékvezetők: Nikolaos Pitsilkas (GRE) |
| 2008. augusztus 12. 22:15 | Nocioni 8                                | Lepattanó | Andersen 6       | Vukoszung Sportcsarnok, Peking Nézőszám: 11 083 Játékvezetők: Nikolaos Pitsilkas (GRE) |
| 2008. augusztus 12. 22:15 | Ginóbili 7                               | Gólpassz  | Bogut, Bruton 2  | Vukoszung Sportcsarnok, Peking Nézőszám: 11 083 Játékvezetők: Nikolaos Pitsilkas (GRE) |

| 2008. augusztus 14. 11:15 | Ausztrália (AUS)                         | 106–68    | Irán (IRI) | Vukoszung Sportcsarnok, Peking Nézőszám: 11 083 Játékvezetők: Nikolaos Zavlanos (GRE) |
| 2008. augusztus 14. 11:15 | (28–15, 25–14, 22–19, 31–20) Jegyzőkönyv |           |            | Vukoszung Sportcsarnok, Peking Nézőszám: 11 083 Játékvezetők: Nikolaos Zavlanos (GRE) |
| 2008. augusztus 14. 11:15 | Newley 24                                | Pont      | Nikháh 23  | Vukoszung Sportcsarnok, Peking Nézőszám: 11 083 Játékvezetők: Nikolaos Zavlanos (GRE) |
| 2008. augusztus 14. 11:15 | Bogut 7                                  | Lepattanó | Haddádi 8  | Vukoszung Sportcsarnok, Peking Nézőszám: 11 083 Játékvezetők: Nikolaos Zavlanos (GRE) |
| 2008. augusztus 14. 11:15 | Mills, Worthington, Bruton 5             | Gólpassz  | Dávari 4   | Vukoszung Sportcsarnok, Peking Nézőszám: 11 083 Játékvezetők: Nikolaos Zavlanos (GRE) |

| 2008. augusztus 16. 11:15 | Oroszország (RUS)                        | 80–95     | Ausztrália (AUS) | Vukoszung Sportcsarnok, Peking Nézőszám: 11 083 Játékvezetők: Carl Jungebrand (FIN) |
| 2008. augusztus 16. 11:15 | (16–27, 17–22, 22–20, 25–26) Jegyzőkönyv |           |                  | Vukoszung Sportcsarnok, Peking Nézőszám: 11 083 Játékvezetők: Carl Jungebrand (FIN) |
| 2008. augusztus 16. 11:15 | Hrjapa 21                                | Pont      | Bogut, Bruton 22 | Vukoszung Sportcsarnok, Peking Nézőszám: 11 083 Játékvezetők: Carl Jungebrand (FIN) |
| 2008. augusztus 16. 11:15 | Hrjapa 9                                 | Lepattanó | Bogut 8          | Vukoszung Sportcsarnok, Peking Nézőszám: 11 083 Játékvezetők: Carl Jungebrand (FIN) |
| 2008. augusztus 16. 11:15 | Holden 6                                 | Gólpassz  | Bruton 6         | Vukoszung Sportcsarnok, Peking Nézőszám: 11 083 Játékvezetők: Carl Jungebrand (FIN) |

| 2008. augusztus 18. 11:15 | Ausztrália (AUS)                         | 106–75    | Litvánia (LTU)   | Vukoszung Sportcsarnok, Peking Nézőszám: 11 083 Játékvezetők: Nikolaos Pitsilkas (GRE) |
| 2008. augusztus 18. 11:15 | (28–14, 27–15, 20–22, 31–24) Jegyzőkönyv |           |                  | Vukoszung Sportcsarnok, Peking Nézőszám: 11 083 Játékvezetők: Nikolaos Pitsilkas (GRE) |
| 2008. augusztus 18. 11:15 | Bogut 23                                 | Pont      | K. Lavrinovič 14 | Vukoszung Sportcsarnok, Peking Nézőszám: 11 083 Játékvezetők: Nikolaos Pitsilkas (GRE) |
| 2008. augusztus 18. 11:15 | Mills 4                                  | Lepattanó | K. Lavrinovič 8  | Vukoszung Sportcsarnok, Peking Nézőszám: 11 083 Játékvezetők: Nikolaos Pitsilkas (GRE) |
| 2008. augusztus 18. 11:15 | Anstey 4                                 | Gólpassz  | Jasikevičius 5   | Vukoszung Sportcsarnok, Peking Nézőszám: 11 083 Játékvezetők: Nikolaos Pitsilkas (GRE) |

Negyeddöntő
| 2008. augusztus 20. 20:00 | Egyesült Államok (USA)                   | 116–85    | Ausztrália (AUS) | Vukoszung Sportcsarnok, Peking Nézőszám: 11 083 Játékvezetők: Juan Carlos Arteaga (ESP) |
| 2008. augusztus 20. 20:00 | (25–24, 30–19, 34–18, 27–24) Jegyzőkönyv |           |                  | Vukoszung Sportcsarnok, Peking Nézőszám: 11 083 Játékvezetők: Juan Carlos Arteaga (ESP) |
| 2008. augusztus 20. 20:00 | Bryant 25                                | Pont      | Mills 20         | Vukoszung Sportcsarnok, Peking Nézőszám: 11 083 Játékvezetők: Juan Carlos Arteaga (ESP) |
| 2008. augusztus 20. 20:00 | James 9                                  | Lepattanó | Worthington 6    | Vukoszung Sportcsarnok, Peking Nézőszám: 11 083 Játékvezetők: Juan Carlos Arteaga (ESP) |
| 2008. augusztus 20. 20:00 | James, Paul, Wade, Williams 3            | Gólpassz  | Newley 3         | Vukoszung Sportcsarnok, Peking Nézőszám: 11 083 Játékvezetők: Juan Carlos Arteaga (ESP) |

| Csapat           | Helyezés |
| ---------------- | -------- |
| Ausztrália (AUS) | 7.       |

### Női

#### Eredmények
Csoportkör
A csoport
| Csapat                 | M | Gy | V | P+  | P–  | Pk   |
| ---------------------- | - | -- | - | --- | --- | ---- |
| Ausztrália (AUS)       | 5 | 5  | 0 | 424 | 319 | +105 |
| Oroszország (RUS)      | 5 | 4  | 1 | 339 | 333 | +6   |
| Fehéroroszország (BLR) | 5 | 2  | 3 | 324 | 332 | –8   |
| Dél-Korea (KOR)        | 5 | 2  | 3 | 327 | 360 | –33  |
| Lettország (LAT)       | 5 | 1  | 4 | 334 | 387 | –53  |
| Brazília (BRA)         | 5 | 1  | 4 | 337 | 354 | –17  |

| 2008. augusztus 9. 09:00 | Fehéroroszország (BLR)                   | 64–83     | Ausztrália (AUS) | Vukoszung Sportcsarnok, Peking Nézőszám: 11 083 Játékvezetők: Nikolaos Zavlanos (GRE) |
| 2008. augusztus 9. 09:00 | (12–19, 16–25, 22–21, 14–18) Jegyzőkönyv |           |                  | Vukoszung Sportcsarnok, Peking Nézőszám: 11 083 Játékvezetők: Nikolaos Zavlanos (GRE) |
| 2008. augusztus 9. 09:00 | Levcsanka, Troina 13                     | Pont      | Jackson 18       | Vukoszung Sportcsarnok, Peking Nézőszám: 11 083 Játékvezetők: Nikolaos Zavlanos (GRE) |
| 2008. augusztus 9. 09:00 | Levcsanka 10                             | Lepattanó | Batkovic 12      | Vukoszung Sportcsarnok, Peking Nézőszám: 11 083 Játékvezetők: Nikolaos Zavlanos (GRE) |
| 2008. augusztus 9. 09:00 | Marcsanka 2                              | Gólpassz  | Harrower 5       | Vukoszung Sportcsarnok, Peking Nézőszám: 11 083 Játékvezetők: Nikolaos Zavlanos (GRE) |

| 2008. augusztus 11. 22:15 | Ausztrália (AUS)                         | 80–65     | Brazília (BRA) | Vukoszung Sportcsarnok, Peking Nézőszám: 11 083 Játékvezetők: Nikolaos Pitsilkas (GRE) |
| 2008. augusztus 11. 22:15 | (29–14, 21–15, 11–20, 19–16) Jegyzőkönyv |           |                | Vukoszung Sportcsarnok, Peking Nézőszám: 11 083 Játékvezetők: Nikolaos Pitsilkas (GRE) |
| 2008. augusztus 11. 22:15 | Summerton 18                             | Pont      | Santos 21      | Vukoszung Sportcsarnok, Peking Nézőszám: 11 083 Játékvezetők: Nikolaos Pitsilkas (GRE) |
| 2008. augusztus 11. 22:15 | Taylor 8                                 | Lepattanó | Santos 10      | Vukoszung Sportcsarnok, Peking Nézőszám: 11 083 Játékvezetők: Nikolaos Pitsilkas (GRE) |
| 2008. augusztus 11. 22:15 | Harrower 5                               | Gólpassz  | Santos 3       | Vukoszung Sportcsarnok, Peking Nézőszám: 11 083 Játékvezetők: Nikolaos Pitsilkas (GRE) |

| 2008. augusztus 13. 20:00 | Ausztrália (AUS)                         | 62–90     | Dél-Korea (KOR) | Vukoszung Sportcsarnok, Peking Nézőszám: 11 083 Játékvezetők: Romualdas Brazauskas (LTU) |
| 2008. augusztus 13. 20:00 | (23–14, 24–19, 26–17, 17–12) Jegyzőkönyv |           |                 | Vukoszung Sportcsarnok, Peking Nézőszám: 11 083 Játékvezetők: Romualdas Brazauskas (LTU) |
| 2008. augusztus 13. 20:00 | Taylor, Batkovic 18                      | Pont      | Pjon Jonha 20   | Vukoszung Sportcsarnok, Peking Nézőszám: 11 083 Játékvezetők: Romualdas Brazauskas (LTU) |
| 2008. augusztus 13. 20:00 | Batkovic 10                              | Lepattanó | hét játékos 2   | Vukoszung Sportcsarnok, Peking Nézőszám: 11 083 Játékvezetők: Romualdas Brazauskas (LTU) |
| 2008. augusztus 13. 20:00 | Harrower 5                               | Gólpassz  | I Dzsonge 5     | Vukoszung Sportcsarnok, Peking Nézőszám: 11 083 Játékvezetők: Romualdas Brazauskas (LTU) |

| 2008. augusztus 15. 11:15 | Lettország (LAT)                         | 73–96     | Ausztrália (AUS)   | Vukoszung Sportcsarnok, Peking Nézőszám: 11 083 Játékvezetők: Pablo Estevez (ARG) |
| 2008. augusztus 15. 11:15 | (18–19, 20–22, 18–35, 17–20) Jegyzőkönyv |           |                    | Vukoszung Sportcsarnok, Peking Nézőszám: 11 083 Játékvezetők: Pablo Estevez (ARG) |
| 2008. augusztus 15. 11:15 | Tāre 14                                  | Pont      | Jackson 30         | Vukoszung Sportcsarnok, Peking Nézőszám: 11 083 Játékvezetők: Pablo Estevez (ARG) |
| 2008. augusztus 15. 11:15 | Brumermane, Jansone 5                    | Lepattanó | Taylor 11          | Vukoszung Sportcsarnok, Peking Nézőszám: 11 083 Játékvezetők: Pablo Estevez (ARG) |
| 2008. augusztus 15. 11:15 | Tāre 4                                   | Gólpassz  | Harrower, Taylor 4 | Vukoszung Sportcsarnok, Peking Nézőszám: 11 083 Játékvezetők: Pablo Estevez (ARG) |

| 2008. augusztus 17. 11:15 | Ausztrália (AUS)                        | 75–55     | Oroszország (RUS)       | Vukoszung Sportcsarnok, Peking Nézőszám: 11 083 Játékvezetők: Pablo Estevez (ARG) |
| 2008. augusztus 17. 11:15 | (15–19, 10–18, 30–10, 20–8) Jegyzőkönyv |           |                         | Vukoszung Sportcsarnok, Peking Nézőszám: 11 083 Játékvezetők: Pablo Estevez (ARG) |
| 2008. augusztus 17. 11:15 | Snell, Jackson 16                       | Pont      | Hammon 20               | Vukoszung Sportcsarnok, Peking Nézőszám: 11 083 Játékvezetők: Pablo Estevez (ARG) |
| 2008. augusztus 17. 11:15 | Jackson 14                              | Lepattanó | Abroszimova, Oszipova 9 | Vukoszung Sportcsarnok, Peking Nézőszám: 11 083 Játékvezetők: Pablo Estevez (ARG) |
| 2008. augusztus 17. 11:15 | Harrower 7                              | Gólpassz  | Karpunyina 2            | Vukoszung Sportcsarnok, Peking Nézőszám: 11 083 Játékvezetők: Pablo Estevez (ARG) |

Negyeddöntő
| 2008. augusztus 19. 16:45 | Ausztrália (AUS)                        | 79–46     | Csehország (CZE)    | Vukoszung Sportcsarnok, Peking Nézőszám: 11 083 Játékvezetők: Romualdas Brazauskas (LTU) |
| 2008. augusztus 19. 16:45 | (23–10, 15–7, 23–10, 17–19) Jegyzőkönyv |           |                     | Vukoszung Sportcsarnok, Peking Nézőszám: 11 083 Játékvezetők: Romualdas Brazauskas (LTU) |
| 2008. augusztus 19. 16:45 | Jackson 17                              | Pont      | Večeřová, Machová 8 | Vukoszung Sportcsarnok, Peking Nézőszám: 11 083 Játékvezetők: Romualdas Brazauskas (LTU) |
| 2008. augusztus 19. 16:45 | Jackson 12                              | Lepattanó | Kulichová 5         | Vukoszung Sportcsarnok, Peking Nézőszám: 11 083 Játékvezetők: Romualdas Brazauskas (LTU) |
| 2008. augusztus 19. 16:45 | Harrower 4                              | Gólpassz  | Machová 4           | Vukoszung Sportcsarnok, Peking Nézőszám: 11 083 Játékvezetők: Romualdas Brazauskas (LTU) |

Elődöntő
| 2008. augusztus 21. 22:15 | Kína (CHN)                              | 56–90     | Ausztrália (AUS)  | Vukoszung Sportcsarnok, Peking Nézőszám: 11 083 Játékvezetők: Chantal Julien (FRA) |
| 2008. augusztus 21. 22:15 | (11–13, 7–21, 21–23, 17–33) Jegyzőkönyv |           |                   | Vukoszung Sportcsarnok, Peking Nézőszám: 11 083 Játékvezetők: Chantal Julien (FRA) |
| 2008. augusztus 21. 22:15 | Pien Lan 20                             | Pont      | Snell 16          | Vukoszung Sportcsarnok, Peking Nézőszám: 11 083 Játékvezetők: Chantal Julien (FRA) |
| 2008. augusztus 21. 22:15 | Liu Tan, Szuj Fej-fej 7                 | Lepattanó | Batkovic 13       | Vukoszung Sportcsarnok, Peking Nézőszám: 11 083 Játékvezetők: Chantal Julien (FRA) |
| 2008. augusztus 21. 22:15 | Pien Lan 2                              | Gólpassz  | Harrower, Snell 4 | Vukoszung Sportcsarnok, Peking Nézőszám: 11 083 Játékvezetők: Chantal Julien (FRA) |

Döntő
| 2008. augusztus 23. 22:00 | Ausztrália (AUS)                         | 65–92     | Egyesült Államok (USA) | Vukoszung Sportcsarnok, Peking Nézőszám: 11 083 Játékvezetők: Nikolaos Zavlanos (GRE) |
| 2008. augusztus 23. 22:00 | (15–22, 15–25, 24–22, 11–23) Jegyzőkönyv |           |                        | Vukoszung Sportcsarnok, Peking Nézőszám: 11 083 Játékvezetők: Nikolaos Zavlanos (GRE) |
| 2008. augusztus 23. 22:00 | Jackson 20                               | Pont      | Lawson 15              | Vukoszung Sportcsarnok, Peking Nézőszám: 11 083 Játékvezetők: Nikolaos Zavlanos (GRE) |
| 2008. augusztus 23. 22:00 | Jackson 10                               | Lepattanó | Leslie 7               | Vukoszung Sportcsarnok, Peking Nézőszám: 11 083 Játékvezetők: Nikolaos Zavlanos (GRE) |
| 2008. augusztus 23. 22:00 | Grima 2                                  | Gólpassz  | Thompson 4             | Vukoszung Sportcsarnok, Peking Nézőszám: 11 083 Játékvezetők: Nikolaos Zavlanos (GRE) |

| Csapat           | Helyezés |
| ---------------- | -------- |
| Ausztrália (AUS) |          |

## Labdarúgás

### Férfi
| #             | Név                   | Klub                   | Születési idő                  | Mérkőzésszám | Gól     | Sárga lap | sárga lap · 2. sárga lap · kiállítva | kiállítva |
| Kapusok       | Kapusok               | Kapusok                | Kapusok                        | Kapusok      | Kapusok | Kapusok   | Kapusok                              | Kapusok   |
| ------------- | --------------------- | ---------------------- | ------------------------------ | ------------ | ------- | --------- | ------------------------------------ | --------- |
| 1             | Adam Federici         | Reading                | 1985. január 31. (23 évesen)   | 3            | 0       | 1         | 0                                    | 0         |
| 18            | Tando Velaphi         | Perth Glory            | 1987. április 17. (21 évesen)  | 0            | 0       | 0         | 0                                    | 0         |
| Védők         |                       |                        |                                |              |         |           |                                      |           |
| 2             | Jade North            | Newcastle Jets         | 1982. január 7. (26 évesen)    | 3            | 0       | 0         | 0                                    | 0         |
| 3             | Adrian Leijer         | Fulham                 | 1986. március 25. (22 évesen)  | 0            | 0       | 0         | 0                                    | 0         |
| 4             | Mark Milligan (CSK)   | Sydney FC              | 1985. augusztus 4. (23 évesen) | 3            | 0       | 1         | 0                                    | 0         |
| 5             | Matthew Špiranović    | 1. FC Nürnberg         | 1988. június 27. (20 évesen)   | 3            | 0       | 1         | 0                                    | 0         |
| 6             | Nikolai Topor-Stanley | Perth Glory            | 1985. március 11. (23 évesen)  | 1(1)         | 0       | 0         | 0                                    | 0         |
| 12            | Trent McClenahan      | Hereford United        | 1985. február 4. (23 évesen)   | 2(1)         | 0       | 1         | 0                                    | 0         |
| Középpályások |                       |                        |                                |              |         |           |                                      |           |
| 7             | Neil Kilkenny         | Leeds United           | 1985. december 19. (22 évesen) | 1            | 0       | 0         | 0                                    | 0         |
| 8             | Stuart Musialik       | Sydney FC              | 1985. március 29. (23 évesen)  | 3            | 0       | 1         | 0                                    | 0         |
| 11            | David Carney          | Sheffield United       | 1983. november 30. (24 évesen) | 3            | 0       | 0         | 0                                    | 0         |
| 13            | Ruben Zadkovich       | Derby County FC        | 1986. május 23. (22 évesen)    | 2            | 1       | 0         | 0                                    | 0         |
| 14            | James Troisi          | Gençlerbirliği         | 1988. július 3. (20 évesen)    | 1(1)         | 0       | 0         | 0                                    | 0         |
| 15            | Kristian Sarkies      | Adelaide United        | 1986. október 25. (21 évesen)  | 1(1)         | 0       | 0         | 0                                    | 0         |
| 16            | Billy Celeski         | Melbourne Victory      | 1985. július 14. (23 évesen)   | 2(1)         | 0       | 0         | 0                                    | 0         |
| Csatárok      |                       |                        |                                |              |         |           |                                      |           |
| 9             | Mark Bridge           | Sydney FC              | 1985. november 7. (22 évesen)  | 1(2)         | 0       | 0         | 0                                    | 0         |
| 10            | Archie Thompson       | Melbourne Victory      | 1978. október 23. (29 évesen)  | 2            | 0       | 0         | 0                                    | 0         |
| 17            | Nikita Rukavytsya     | Perth Glory            | 1987. június 22. (21 évesen)   | 2(1)         | 0       | 0         | 0                                    | 0         |
| 21            | Matt Simon            | Central Coast Mariners | 1986. január 22. (22 évesen)   | (1)          | 0       | 0         | 0                                    | 0         |
| Edző          |                       |                        |                                |              |         |           |                                      |           |
|               | Graham Arnold         |                        | 1963. augusztus 3. (45 évesen) |              |         |           |                                      |           |

- Kor: 2008. augusztus 7-i kora

#### Eredmények
A csoport
| Nemzet                 | M | Gy | D | V | G+ | G- | Gk | P |
| ---------------------- | - | -- | - | - | -- | -- | -- | - |
| Argentína (ARG)        | 3 | 3  | 0 | 0 | 5  | 1  | +4 | 9 |
| Elefántcsontpart (CIV) | 3 | 2  | 0 | 1 | 6  | 4  | +2 | 6 |
| Ausztrália (AUS)       | 3 | 0  | 1 | 2 | 1  | 3  | –2 | 1 |
| Szerbia (SRB)          | 3 | 0  | 1 | 2 | 3  | 7  | –4 | 1 |

| 2008. augusztus 7. 17:00 |

| Ausztrália (AUS) | 1–1               | Szerbia (SRB) |
| ---------------- | ----------------- | ------------- |
| Zadkovich 69'    | (0–0) Jegyzőkönyv | Rajković 78'  |

| Sanghaj Stadion, Sanghaj Nézőszám: 36 184 Játékvezető: Jerome Damon (dél-afrikai) |

| 2008. augusztus 10. 17:00 |

| Argentína (ARG) | 1–0               | Ausztrália (AUS) |
| --------------- | ----------------- | ---------------- |
| Lavezzi 76'     | (0–0) Jegyzőkönyv |                  |

| Sanghaj Stadion, Sanghaj Nézőszám: 38 182 Játékvezető: Kassai Viktor (magyar) |

| 2008. augusztus 13. 19:45 |

| Elefántcsontpart (CIV) | 1–0               | Ausztrália (AUS) |
| ---------------------- | ----------------- | ---------------- |
| Kalou 81'              | (0–0) Jegyzőkönyv |                  |

| Tiencsini Olimpiai Stadion, Tiencsin Nézőszám: 50 437 Játékvezető: Jair Marrufo (amerikai) |

| Csapat           | Helyezés |
| ---------------- | -------- |
| Ausztrália (AUS) | 11.      |

## Lovaglás
Díjlovaglás

| Versenyző                                      | Ló                                        | Versenyszám | 1. kör | 1. kör | 2. kör  | 2. kör  | 3. kör  | 3. kör  | Végeredmény | Végeredmény |
| Versenyző                                      | Ló                                        | Versenyszám | Pont   | Hely.  | Pont    | Hely.   | Pont    | Hely.   | Pont        | Helyezés    |
| ---------------------------------------------- | ----------------------------------------- | ----------- | ------ | ------ | ------- | ------- | ------- | ------- | ----------- | ----------- |
| Hayley Beresford                               | Remlampago                                | Egyéni      | 65,583 | 25.    | 66,320  | 18.     | kiesett | kiesett | kiesett     | kiesett     |
| Kristy Oatley-Nist                             | Quando Quando                             | Egyéni      | 65,750 | 24.    | 66,080  | 19.     | kiesett | kiesett | kiesett     | kiesett     |
| Heath Ryan                                     | Greenoaks Dundee                          | Egyéni      | 62,542 | 34.*   | kiesett | kiesett | kiesett | kiesett | kiesett     | kiesett     |
| Heath Ryan Hayley Beresford Kristy Oatley-Nist | Greenoaks Dundee Remlampago Quando Quando | Csapat      |        |        |         |         |         |         | 64,625      | 7.          |

Díjugratás

| Versenyző                                                 | Ló                                        | Versenyszám | Selejtező | Selejtező | Selejtező | Selejtező | Selejtező | Selejtező | Selejtező | Selejtező | Döntő   | Döntő   | Döntő   | Döntő   | Végeredmény | Végeredmény |
| Versenyző                                                 | Ló                                        | Versenyszám | 1. kör    | 1. kör    | 2. kör    | 2. kör    | 2. kör    | 3. kör    | 3. kör    | 3. kör    | 1. kör  | 1. kör  | 2. kör  | 2. kör  | Végeredmény | Végeredmény |
| Versenyző                                                 | Ló                                        | Versenyszám | Bünt.     | Hely.     | Bünt.     | Össz.     | Hely.     | Bünt.     | Össz.     | Hely.     | Bünt.   | Hely.   | Bünt.   | Hely.   | Bünt.       | Helyezés    |
| --------------------------------------------------------- | ----------------------------------------- | ----------- | --------- | --------- | --------- | --------- | --------- | --------- | --------- | --------- | ------- | ------- | ------- | ------- | ----------- | ----------- |
| Edwina Alexander                                          | Itot Du Chateau                           | Egyéni      | 4         | 26.       | 0         | 4         | 5.        | 0         | 4         | 1.        | 4       | 11.     | 4       | 6.      | 8           | 9.          |
| Laurie Lever                                              | Dan Drossel                               | Egyéni      | 1         | 13.       | 16        | 17        | 33.       | 4         | 21        | 24.       | 8       | 22.     | kiesett | kiesett | kiesett     | kiesett     |
| Peter McMahon                                             | Genoa                                     | Egyéni      | 4         | 26.       | 16        | 20        | 42.       | kiesett   | kiesett   | kiesett   | kiesett | kiesett | kiesett | kiesett | kiesett     | kiesett     |
| Matt Williams                                             | Leconte                                   | Egyéni      | 4         | 26.       | 4         | 8         | 13.       | 17        | 25        | 31.       | 4       | 11.     | 20      | 19.     | 24          | 20.         |
| Peter McMahon Laurie Lever Edwina Alexander Matt Williams | Genoa Dan Drossel Itot Du Chateau Leconte | Csapat      |           |           |           |           |           |           |           |           | 20      | 7.      | 21      | 5.      | 41          | 7.          |

Lovastusa

| Versenyző                                                                  | Ló                                                                      | Versenyszám | Díjlovaglás | Díjlovaglás | Tereplovaglás | Tereplovaglás | Tereplovaglás | Díjugratás | Díjugratás | Díjugratás | Díjugratás | Végeredmény | Végeredmény |
| Versenyző                                                                  | Ló                                                                      | Versenyszám | Díjlovaglás | Díjlovaglás | Tereplovaglás | Tereplovaglás | Tereplovaglás | 1. kör     | 1. kör     | 2. kör     | 2. kör     | Végeredmény | Végeredmény |
| Versenyző                                                                  | Ló                                                                      | Versenyszám | Bünt.       | Hely.       | Bünt.         | Hely.         | Össz.         | Bünt.      | Hely.      | Bünt.      | Hely.      | Bünt.       | Helyezés    |
| -------------------------------------------------------------------------- | ----------------------------------------------------------------------- | ----------- | ----------- | ----------- | ------------- | ------------- | ------------- | ---------- | ---------- | ---------- | ---------- | ----------- | ----------- |
| Clayton Fredericks                                                         | Ben Along Time                                                          | Egyéni      | 37,0        | 6.          | 16,4          | 11.           | 4.            | 4          | 19.        | 4          | 11.        | 61,4        | 7.          |
| Lucinda Fredericks                                                         | Headley Britannia                                                       | Egyéni      | 30,4        | 1.          | 27,2          | 31.*          | 11.           | 2          | 16.        | kiesett    | kiesett    | 59,6        | 26.         |
| Sonja Johnson                                                              | Ringwould Jaguar                                                        | Egyéni      | 45,2        | 23.         | 13,6          | 6.*           | 13.           | 0          | 1.         | 8          | 19.        | 66,8        | 10.         |
| Megan Jones                                                                | Irish Jester                                                            | Egyéni      | 35,4        | 4.          | 15,6          | 9.            | 3.            | 4          | 19.        | 4          | 11.        | 59,0        | 4.          |
| Shane Rose                                                                 | All Luck                                                                | Egyéni      | 53,3        | 46.*        | 9,2           | 1.            | 16.           | 8          | 32.        | kiesett    | kiesett    | 70,5        | 27.         |
| Shane Rose Sonja Johnson Lucinda Fredericks Clayton Fredericks Megan Jones | All Luck Ringwould Jaguar Headley Britannia Ben Along Time Irish Jester | Csapat      | 102,8       | 1.          | 38,4          | 1.            | 2.            | 8          | 3.         |            |            | 171,2       |             |

* - egy másik versenyzővel azonos eredményt ért el

## Műugrás
Férfi

| Versenyző                      | Versenyszám          | Selejtező | Selejtező | Elődöntő | Elődöntő | Döntő   | Döntő    |
| Versenyző                      | Versenyszám          | Pont      | Helyezés  | Pont     | Helyezés | Pont    | Helyezés |
| ------------------------------ | -------------------- | --------- | --------- | -------- | -------- | ------- | -------- |
| Robert Newbery                 | Egyéni műugrás       | 465,15    | 6.        | 460,35   | 11.      | 461,05  | 9.       |
| Matthew Mitcham                | Egyéni műugrás       | 439,85    | 15.       | 427,45   | 16.      | kiesett | kiesett  |
| Matthew Mitcham                | Egyéni toronyugrás   | 509,60    | 2.        | 532,20   | 2.       | 537,95  |          |
| Mathew Helm                    | Egyéni toronyugrás   | 484,40    | 5.        | 485,20   | 6.       | 467,70  | 6.       |
| Scott Robertson Robert Newbery | Szinkron műugrás     |           |           |          |          | 393,60  | 8.       |
| Mathew Helm Robert Newbery     | Szinkron toronyugrás |           |           |          |          | 444,84  | 4.       |

Női

| Versenyző                   | Versenyszám          | Selejtező | Selejtező | Elődöntő | Elődöntő | Döntő   | Döntő    |
| Versenyző                   | Versenyszám          | Pont      | Helyezés  | Pont     | Helyezés | Pont    | Helyezés |
| --------------------------- | -------------------- | --------- | --------- | -------- | -------- | ------- | -------- |
| Sharleen Stratton           | Egyéni műugrás       | 288,00    | 13.       | 325,90   | 8.       | 331,00  | 7.       |
| Chantelle Newbery           | Egyéni műugrás       | 284,85    | 15.       | 294,45   | 14.      | kiesett | kiesett  |
| Alexandra Croak             | Egyéni toronyugrás   | 383,75    | 4.        | 250,30   | 18.      | kiesett | kiesett  |
| Melissa Wu                  | Egyéni toronyugrás   | 340,35    | 8.        | 331,35   | 8.       | 338,15  | 6.       |
| Bree Cole Sharleen Stratton | Szinkron műugrás     |           |           |          |          | 311,34  | 5.       |
| Bree Cole Melissa Wu        | Szinkron toronyugrás |           |           |          |          | 335,16  |          |

## Ökölvívás
Ausztrália 9 ökölvívója kvalifikálta magát az olimpiára, mindegyik az óceániai kvalifikációs bajnokságon.
| Versenyző          | Versenyszám     | Selejtező                       | Nyolcaddöntő                     | Negyeddöntő       | Elődöntő          | Döntő             | Helyezés |
| Versenyző          | Versenyszám     | Ellenfél Eredmény               | Ellenfél Eredmény                | Ellenfél Eredmény | Ellenfél Eredmény | Ellenfél Eredmény | Helyezés |
| ------------------ | --------------- | ------------------------------- | -------------------------------- | ----------------- | ----------------- | ----------------- | -------- |
| Stephen Sutherland | Légsúly         | Valíd Seríf (TUN) · 2-14        | kiesett                          | kiesett           | kiesett           | kiesett           | 17.      |
| Luke Boyd          | Harmatsúly      | Khumiso Ikgopoleng (BOT) · 8-18 | kiesett                          | kiesett           | kiesett           | kiesett           | 17.      |
| Paul Fleming       | Pehelysúly      | Khédafi Djelkhir (FRA) · 9-13   | kiesett                          | kiesett           | kiesett           | kiesett           | 17.      |
| Anthony Little     | Könnyűsúly      | Julius Indongo (NAM) · 14-2     | Alekszej Tyiscsenko (RUS) · 3-11 | kiesett           | kiesett           | kiesett           | 9.       |
| Todd Kidd          | Kisváltósúly    | Drísz Muszáid (MAR) · 2-23      | kiesett                          | kiesett           | kiesett           | kiesett           | 17.      |
| Gerard O'Mahony    | Váltósúly       | Vitalie Grușac (MDA) · 2-7      | kiesett                          | kiesett           | kiesett           | kiesett           | 17.      |
| Jarrod Fletcher    | Középsúly       | Emilio Correa (CUB) · 4-17      | kiesett                          | kiesett           | kiesett           | kiesett           | 17.      |
| Bradley Pitt       | Nehézsúly       |                                 | Mohammed Arzsávi (MAR) · 6-11    | kiesett           | kiesett           | kiesett           | 9.       |
| Daniel Beahan      | Szupernehézsúly |                                 | Ruszlan Mirszatajev (KAZ) · RSC  | kiesett           | kiesett           | kiesett           | 9.       |

RSC - a játékvezető megállította a mérkőzést

## Öttusa
| Versenyző   | Versenyszám | Lövészet | Lövészet | Lövészet | Vívás    | Vívás | Vívás | Úszás   | Úszás | Úszás | Lovaglás | Lovaglás | Lovaglás | Lovaglás | Futás    | Futás | Futás | Összesen    | Összesen |
| Versenyző   | Versenyszám | Pontszám | Pont     | Hely.    | Eredmény | Pont  | Hely. | Idő     | Pont  | Hely. | Idő      | Hibapont | Pont     | Hely.    | Idő      | Pont  | Hely. | Összes pont | Helyezés |
| ----------- | ----------- | -------- | -------- | -------- | -------- | ----- | ----- | ------- | ----- | ----- | -------- | -------- | -------- | -------- | -------- | ----- | ----- | ----------- | -------- |
| Angie Darby | Női         | 164      | 904      | 36.      | 12-23    | 688   | 31.*  | 2:35,59 | 1056  | 35.   | 1:07,23  | 28       | 1172     | 7.       | 11:21,96 | 996   | 31.   | 4816        | 35.      |

* - egy másik versenyzővel azonos eredményt ért el

## Röplabda

### Strandröplabda

#### Férfi
| Versenyző                   | Csoportkör | Csoportkör | 16 közé jutásért  | Nyolcaddöntő                                                        | Negyeddöntő       | Elődöntő          | Döntő             | Helyezés |
| Versenyző                   | Ellenfél Eredmény | Hely.      | Ellenfél Eredmény | Ellenfél Eredmény                                                   | Ellenfél Eredmény | Ellenfél Eredmény | Ellenfél Eredmény | Helyezés |
| --------------------------- | --- | ---------- | ----------------- | ------------------------------------------------------------------- | ----------------- | ----------------- | ----------------- | -------- |
| Andrew Schacht Joshua Slack | C csoport · Grúzia (GEO) · Renato Gomes · Jorge Terceiro · 21-17, 21-19 · Angola (ANG) · Emanuel Fernandes · Morais Abreu · 21-15, 21-9 · Brazília (BRA) · Ricardo Santos · Emanuel Rego · 14-21, 17-21 | 2.         |                   | Hollandia (NED) · Reinder Nummerdor · Richard Schuil · 16-21, 14-21 | kiesett           | kiesett           | kiesett           | 9.       |

#### Női
| Versenyző                   | Csoportkör | Csoportkör | 16 közé jutásért  | Nyolcaddöntő                                                                     | Negyeddöntő                                                     | Elődöntő          | Döntő             | Helyezés |
| Versenyző                   | Ellenfél Eredmény | Hely.      | Ellenfél Eredmény | Ellenfél Eredmény                                                                | Ellenfél Eredmény                                               | Ellenfél Eredmény | Ellenfél Eredmény | Helyezés |
| --------------------------- | --- | ---------- | ----------------- | -------------------------------------------------------------------------------- | --------------------------------------------------------------- | ----------------- | ----------------- | -------- |
| Natalie Cook Tamsin Barnett | C csoport · Oroszország (RUS) · Natalja Urjadova · Alekszandra Sirjajeva · 21-8, 19-21, 15-5 · Grúzia (GEO) · Cristine Santanna · Andrezza Martins · 21-18, 21-12 · Brazília (BRA) · Larissa França · Ana Paula Connelly · 23-21, 23-21 | 1.         |                   | Görögország (GRE) · Efthália Kutrumanídu · María Ciarcíani · 22-20, 19-21, 15-12 | Brazília (BRA) · Talita Antunes · Renata Ribeiro · 22-24, 14-21 | kiesett           | kiesett           | 5.       |

## Softball
- Jodie Bowering
- Kylie Cronk
- Kelly Hardie
- Tanya Harding
- Sandra Allen
- Simmone Morrow
- Tracey Mosley
- Stacey Porter
- Melanie Roche
- Justine Smethurst
- Danielle Stewart
- Natalie Titcume
- Natalie Ward
- Belinda Wright
- Kerry Wyborn

### Eredmények
Csoportkör
| Csapat           | M | Gy | V | P+ | P– | Pk  |
| ---------------- | - | -- | - | -- | -- | --- |
| Egyesült Államok | 7 | 7  | 0 | 53 | 1  | +52 |
| Japán            | 7 | 6  | 1 | 23 | 13 | +10 |
| Ausztrália       | 7 | 5  | 2 | 30 | 11 | +19 |
| Kanada           | 7 | 3  | 4 | 17 | 23 | –6  |
| Tajvan           | 7 | 2  | 5 | 10 | 23 | –13 |
| Kína             | 7 | 2  | 5 | 19 | 21 | –2  |
| Venezuela        | 7 | 2  | 5 | 15 | 35 | –20 |
| Hollandia        | 7 | 1  | 6 | 8  | 48 | –40 |

| 2008. augusztus 12. 19:30 |  | Japán | 4–3 | Ausztrália |  |  |
| 2008. augusztus 12. 19:30 |  |       |     |            |  |  |

| 2008. augusztus 13. 12:00 |  | Egyesült Államok | 3–0 | Ausztrália |  |  |
| 2008. augusztus 13. 12:00 |  |                  |     |            |  |  |

| 2008. augusztus 14. 9:30 |  | Kína | 1–3 | Ausztrália |  |  |
| 2008. augusztus 14. 9:30 |  |      |     |            |  |  |

| 2008. augusztus 15. 17:00 |  | Tajvan | 1–3 | Ausztrália |  |  |
| 2008. augusztus 15. 17:00 |  |        |     |            |  |  |

| 2008. augusztus 16. 17:00 |  | Hollandia | 0–8 | Ausztrália |  |  |
| 2008. augusztus 16. 17:00 |  |           |     |            |  |  |

| 2008. augusztus 17. 17:00 |  | Kanada | 0–4 | Ausztrália |  |  |
| 2008. augusztus 17. 17:00 |  |        |     |            |  |  |

| 2008. augusztus 18. 19:30 |  | Venezuela | 2–9 | Ausztrália |  |  |
| 2008. augusztus 18. 19:30 |  |           |     |            |  |  |

Elődöntő
| 2008. augusztus 20. 12:00 |  | Kanada | 3–5 | Ausztrália |  |  |
| 2008. augusztus 20. 12:00 |  |        |     |            |  |  |

A döntőbe jutásért
| 2008. augusztus 20. 17:00 |  | Japán | 4–3 | Ausztrália |  |  |
| 2008. augusztus 20. 17:00 |  |       |     |            |  |  |

| Csapat     | Helyezés |
| ---------- | -------- |
| Ausztrália |          |

## Sportlövészet
Férfi

| Versenyző        | Versenyszám           | Selejtező | Selejtező | Döntő   | Döntő    |
| Versenyző        | Versenyszám           | Pont      | Helyezés  | Pont    | Helyezés |
| ---------------- | --------------------- | --------- | --------- | ------- | -------- |
| David Moore      | Légpisztoly           | 571       | 35.       | kiesett | kiesett  |
| David Moore      | Szabadpisztoly        | 546       | 34.       | kiesett | kiesett  |
| Daniel Repacholi | Szabadpisztoly        | 540       | 40.       | kiesett | kiesett  |
| Daniel Repacholi | Légpisztoly           | 573       | 31.       | kiesett | kiesett  |
| Matthew Inabinet | Sportpuska, összetett | 1141      | 45.       | kiesett | kiesett  |
| Matthew Inabinet | Légpuska              | 579       | 47.       | kiesett | kiesett  |
| Benjamin Burge   | Légpuska              | 576       | 49.       | kiesett | kiesett  |
| Benjamin Burge   | Sportpuska, összetett | 1152      | 40.       | kiesett | kiesett  |
| Benjamin Burge   | Sportpuska, fekvő     | 588       | 40.       | kiesett | kiesett  |
| Warren Potent    | Sportpuska, fekvő     | 595       | 4.        | 700,5   |          |
| Bruce Quick      | Gyorstüzelő pisztoly  | 560       | 17.       | kiesett | kiesett  |
| Paul Rahman      | Skeet                 | 110       | 30.       | kiesett | kiesett  |
| George Barton    | Skeet                 | 116       | 17.       | kiesett | kiesett  |
| Michael Diamond  | Trap                  | 119       | 5.        | 142     | 4.       |
| Craig Henwood    | Trap                  | 109       | 31.       | kiesett | kiesett  |
| Russell Mark     | Dupla trap            | 136       | 6.        | 181     | 5.       |

Női

| Versenyző                    | Versenyszám           | Selejtező | Selejtező | Döntő   | Döntő    |
| Versenyző                    | Versenyszám           | Pont      | Helyezés  | Pont    | Helyezés |
| ---------------------------- | --------------------- | --------- | --------- | ------- | -------- |
| Dina Aspandiyarova           | Légpisztoly           | 375       | 36.       | kiesett | kiesett  |
| Dina Aspandiyarova           | Sportpisztoly         | 571       | 33.       | kiesett | kiesett  |
| Lalita Milshina-Yauhleuskaya | Sportpisztoly         | 581       | 14.       | kiesett | kiesett  |
| Lalita Milshina-Yauhleuskaya | Légpisztoly           | 381       | 18.       | kiesett | kiesett  |
| Sue McCready                 | Sportpuska, összetett | 550       | 43.       | kiesett | kiesett  |
| Sue McCready                 | Légpuska              | 386       | 42.       | kiesett | kiesett  |
| Robyn Van Nus                | Légpuska              | 384       | 44.       | kiesett | kiesett  |
| Robyn Van Nus                | Sportpuska, összetett | 566       | 40.       | kiesett | kiesett  |
| Natalia Rahman               | Skeet                 | 66        | 11.*      | kiesett | kiesett  |
| Stacy Roiall                 | Trap                  | 62        | 14.       | kiesett | kiesett  |

* - két másik versenyzővel azonos pontszámmal végzett

## Súlyemelés
Férfi
| Versenyző   | Versenyszám | Szakítás | Szakítás | Lökés    | Lökés    | Összesen | Helyezés |
| Versenyző   | Versenyszám | Eredmény | Helyezés | Eredmény | Helyezés | Összesen | Helyezés |
| ----------- | ----------- | -------- | -------- | -------- | -------- | -------- | -------- |
| Damon Kelly | +105 kg     | 165,0    | 11.      | 221,0    | 9.       | 386,0    | 9.       |

Női
| Versenyző      | Versenyszám | Szakítás | Szakítás | Lökés    | Lökés    | Összesen | Helyezés |
| Versenyző      | Versenyszám | Eredmény | Helyezés | Eredmény | Helyezés | Összesen | Helyezés |
| -------------- | ----------- | -------- | -------- | -------- | -------- | -------- | -------- |
| Deborah Lovely | +75 kg      | 113,0    | 8.       | 135,0    | 8.       | 248,0    | 8.       |

## Szinkronúszás
| Versenyző | Versenyszám | Technikai gyakorlat | Technikai gyakorlat | Selejtező        | Selejtező        | Selejtező  | Selejtező  | Döntő            | Döntő            | Döntő      | Döntő      | Helyezés |
| Versenyző | Versenyszám | Technikai gyakorlat | Technikai gyakorlat | Szabad gyakorlat | Szabad gyakorlat | Összesítés | Összesítés | Szabad gyakorlat | Szabad gyakorlat | Összesítés | Összesítés | Helyezés |
| Versenyző | Versenyszám | Pont                | Hely.               | Pont             | Hely.            | Pont       | Hely.      | Pont             | Hely.            | Pont       | Hely.      | Helyezés |
| --- | ----------- | ------------------- | ------------------- | ---------------- | ---------------- | ---------- | ---------- | ---------------- | ---------------- | ---------- | ---------- | -------- |
| Myriam Glez Erika Leal Ramírez                                                                                                   | Páros       | 41,250              | 21.*                | 41,584           | 21.              | 82,834     | 21.        | kiesett          | kiesett          | kiesett    | kiesett    | 21.      |
| Eloise Amberger Coral Bentley Sarah Bombell Myriam Glez Erika Leal Ramírez Tarren Otte Samantha Reid Bethany Walsh Tamika Domrow | Csapat      | 40,417              | 7.                  |                  |                  |            |            | 41,750           | 7.               | 82,167     | 7.         | 7.       |

* - egy másik párossal azonos eredményt értek el

## Taekwondo
Férfi
| Versenyző    | Versenyszám | Nyolcaddöntő            | Negyeddöntő                     | Elődöntő          | Vigaszág elődöntő | Bronz- mérkőzés   | Döntő             | Helyezés |
| Versenyző    | Versenyszám | Ellenfél Eredmény       | Ellenfél Eredmény               | Ellenfél Eredmény | Ellenfél Eredmény | Ellenfél Eredmény | Ellenfél Eredmény | Helyezés |
| ------------ | ----------- | ----------------------- | ------------------------------- | ----------------- | ----------------- | ----------------- | ----------------- | -------- |
| Ryan Carneli | Légsúly     | Tshomlee Go (PHI) · 1-0 | Chutchawal Khawlaor (THA) · 0-2 | kiesett           |                   |                   |                   | 9.       |
| Burak Hasan  | Pehelysúly  | Peter López (PER) · 1-3 | kiesett                         | kiesett           |                   |                   |                   | 11.      |

Női
| Versenyző     | Versenyszám | Nyolcaddöntő                    | Negyeddöntő                   | Elődöntő          | Vigaszág elődöntő          | Bronz- mérkőzés             | Döntő             | Helyezés |
| Versenyző     | Versenyszám | Ellenfél Eredmény               | Ellenfél Eredmény             | Ellenfél Eredmény | Ellenfél Eredmény          | Ellenfél Eredmény           | Ellenfél Eredmény | Helyezés |
| ------------- | ----------- | ------------------------------- | ----------------------------- | ----------------- | -------------------------- | --------------------------- | ----------------- | -------- |
| Tina Morgan   | Váltósúly   | Karine Sergerie (CAN) · 0-0 SUP |                               |                   | Vanina Sánchez (ARG) · 9-2 | Gwladys Épangue (FRA) · 1-4 |                   | 5.       |
| Carmen Marton | Nehézsúly   | Lorena Benites (ECU) · 2-0      | Natália Falavigna (BRA) · 2-5 | kiesett           |                            |                             |                   | 9.       |

SUP - döntő fölény

## Tenisz
Férfi

| Versenyző                     | Versenyszám | 64-es főtábla                   | 32-es főtábla                                                     | Nyolcaddöntő                                                  | Negyeddöntő                                                | Elődöntő          | Bronz- mérkőzés   | Döntő             | Helyezés |
| Versenyző                     | Versenyszám | Ellenfél Eredmény               | Ellenfél Eredmény                                                 | Ellenfél Eredmény                                             | Ellenfél Eredmény                                          | Ellenfél Eredmény | Ellenfél Eredmény | Ellenfél Eredmény | Helyezés |
| ----------------------------- | ----------- | ------------------------------- | ----------------------------------------------------------------- | ------------------------------------------------------------- | ---------------------------------------------------------- | ----------------- | ----------------- | ----------------- | -------- |
| Chris Guccione                | Egyes       | James Blake (USA) · 3-6, 6-7    | kiesett                                                           | kiesett                                                       | kiesett                                                    | kiesett           | kiesett           | kiesett           | 33.      |
| Lleyton Hewitt                | Egyes       | Jonas Björkman (SWE) · 7-5, 7-6 | Rafael Nadal (ESP) · 1-6, 2-6                                     | kiesett                                                       | kiesett                                                    | kiesett           | kiesett           | kiesett           | 17.      |
| Chris Guccione Lleyton Hewitt | Páros       |                                 | Argentína (ARG) · Agustín Calleri · Juan Mónaco · 4-6, 7-6, 18-16 | Spanyolország (ESP) · Rafael Nadal · Tommy Robredo · 6-2, 7-6 | Egyesült Államok (USA) · Bob Bryan · Mike Bryan · 4-6, 3-6 | kiesett           | kiesett           | kiesett           | 5.       |
| Paul Hanley Jordan Kerr       | Páros       |                                 | Svédország (SWE) · Simon Aspelin · Thomas Johansson · 6-7, 3-6    | kiesett                                                       | kiesett                                                    | kiesett           | kiesett           | kiesett           | 17.      |

Női

| Versenyző                     | Versenyszám | 64-es főtábla                                | 32-es főtábla                                                        | Nyolcaddöntő                                                                           | Negyeddöntő       | Elődöntő          | Bronz- mérkőzés   | Döntő             | Helyezés |
| Versenyző                     | Versenyszám | Ellenfél Eredmény                            | Ellenfél Eredmény                                                    | Ellenfél Eredmény                                                                      | Ellenfél Eredmény | Ellenfél Eredmény | Ellenfél Eredmény | Ellenfél Eredmény | Helyezés |
| ----------------------------- | ----------- | -------------------------------------------- | -------------------------------------------------------------------- | -------------------------------------------------------------------------------------- | ----------------- | ----------------- | ----------------- | ----------------- | -------- |
| Casey Dellacqua               | Egyes       | Gisela Dulko (ARG) · 6-3, 6-4                | Viktorija Azaranka (BLR) · 2-6, 2-6                                  | kiesett                                                                                | kiesett           | kiesett           | kiesett           | kiesett           | 17.      |
| Alicia Molik                  | Egyes       | María José Martínez Sánchez (ESP) · 1-6, 1-6 | kiesett                                                              | kiesett                                                                                | kiesett           | kiesett           | kiesett           | kiesett           | 33.      |
| Samantha Stosur               | Egyes       | Sara Errani (ITA) · 6-3, 6-2                 | Serena Williams (USA) · 2-6, 0-6                                     | kiesett                                                                                | kiesett           | kiesett           | kiesett           | kiesett           | 17.      |
| Casey Dellacqua Alicia Molik  | Páros       |                                              | Olaszország (ITA) · Flavia Pennetta · Francesca Schiavone · 4-6, 4-6 | kiesett                                                                                | kiesett           | kiesett           | kiesett           | kiesett           | 17.      |
| Samantha Stosur Rennae Stubbs | Páros       |                                              | Csehország (CZE) · Petra Kvitová · Lucie Šafářová · 6-1, 6-0         | Spanyolország (ESP) · Anabel Medina Garrigues · Virginia Ruano Pascual · 6-4, 4-6, 4-6 | kiesett           | kiesett           | kiesett           | kiesett           | 9.       |

## Tollaslabda
| Versenyző                 | Versenyszám | Selejtező                                     | 32-es főtábla     | Nyolcaddöntő                                                          | Negyeddöntő       | Elődöntő          | Bronz- mérkőzés   | Döntő             | Helyezés |
| Versenyző                 | Versenyszám | Ellenfél Eredmény                             | Ellenfél Eredmény | Ellenfél Eredmény                                                     | Ellenfél Eredmény | Ellenfél Eredmény | Ellenfél Eredmény | Ellenfél Eredmény | Helyezés |
| ------------------------- | ----------- | --------------------------------------------- | ----------------- | --------------------------------------------------------------------- | ----------------- | ----------------- | ----------------- | ----------------- | -------- |
| Stuart Gomez              | Férfi egyes | Erwin Kehlhoffner (FRA) · 21-19, 20-22, 15-21 | kiesett           | kiesett                                                               | kiesett           | kiesett           | kiesett           | kiesett           | 33.      |
| Ross Smith Glenn Warfe    | Férfi páros |                                               |                   | Lengyelország (POL) · Michał Łogosz · Robert Mateusiak · 13-21, 16-21 | kiesett           | kiesett           | kiesett           | kiesett           | 9.       |
| Erin Caroll               | Női egyes   | Yoana Martínez (ESP) · 9-21, 16-21            | kiesett           | kiesett                                                               | kiesett           | kiesett           | kiesett           | kiesett           | 33.      |
| Tania Luiz Eugenia Tanaka | Női páros   |                                               |                   | Japán (JPN) · Maeda Mijuki · Szuecuna Szatoko · 4-21, 8-21            | kiesett           | kiesett           | kiesett           | kiesett           | 9.       |

## Torna
Férfi

| Versenyző   | Versenyszám      | Selejtező | Selejtező | Döntő    | Döntő    |
| Versenyző   | Versenyszám      | Pontszám  | Helyezés  | Pontszám | Helyezés |
| ----------- | ---------------- | --------- | --------- | -------- | -------- |
| Sam Simpson | Talaj            | 14,550    | 51.       | kiesett  | kiesett  |
| Sam Simpson | Ugrás            | 15,600    |           | kiesett  | kiesett  |
| Sam Simpson | Korlát           | 14,200    | 66.       | kiesett  | kiesett  |
| Sam Simpson | Nyújtó           | 13,475    | 69.       | kiesett  | kiesett  |
| Sam Simpson | Gyűrű            | 13,800    | 63.       | kiesett  | kiesett  |
| Sam Simpson | Lólengés         | 14,000    | 47.       | kiesett  | kiesett  |
| Sam Simpson | Egyéni összetett | 85,625    | 39.       | kiesett  | kiesett  |

Női

| Versenyző                                                                              | Versenyszám      | Selejtező | Selejtező | Döntő    | Döntő    |
| Versenyző                                                                              | Versenyszám      | Pontszám  | Helyezés  | Pontszám | Helyezés |
| -------------------------------------------------------------------------------------- | ---------------- | --------- | --------- | -------- | -------- |
| Georgia Bonora                                                                         | Talaj            | 14,525    | 26.       | kiesett  | kiesett  |
| Georgia Bonora                                                                         | Ugrás            | 14,850    |           | kiesett  | kiesett  |
| Georgia Bonora                                                                         | Felemás korlát   | 14,500    | 38.       | kiesett  | kiesett  |
| Georgia Bonora                                                                         | Gerenda          | 15,025    | 24.       | kiesett  | kiesett  |
| Georgia Bonora                                                                         | Egyéni összetett | 58,900    | 18.       | 58,950   | 13.      |
| Ashleigh Brennan                                                                       | Talaj            | 14,625    | 19.       | kiesett  | kiesett  |
| Ashleigh Brennan                                                                       | Ugrás            | 14,775    |           | kiesett  | kiesett  |
| Ashleigh Brennan                                                                       | Felemás korlát   | 13,700    | 62.       | kiesett  | kiesett  |
| Ashleigh Brennan                                                                       | Gerenda          | 14,150    | 54.       | kiesett  | kiesett  |
| Ashleigh Brennan                                                                       | Egyéni összetett | 57,250    | 30.       | kiesett  | kiesett  |
| Dasha Joura                                                                            | Talaj            | 13,450    | 70.       | kiesett  | kiesett  |
| Dasha Joura                                                                            | Ugrás            | 15,100    |           | kiesett  | kiesett  |
| Dasha Joura                                                                            | Felemás korlát   | 15,125    | 13.       | kiesett  | kiesett  |
| Dasha Joura                                                                            | Gerenda          | 12,475    | 80.       | kiesett  | kiesett  |
| Dasha Joura                                                                            | Egyéni összetett | 56,150    | 44.       | kiesett  | kiesett  |
| Lauren Mitchell                                                                        | Talaj            | 14,650    | 17.       | kiesett  | kiesett  |
| Lauren Mitchell                                                                        | Ugrás            | 14,725    |           | kiesett  | kiesett  |
| Lauren Mitchell                                                                        | Gerenda          | 14,100    | 57.       | kiesett  | kiesett  |
| Lauren Mitchell                                                                        | Egyéni összetett | 43,475    | 68.       | kiesett  | kiesett  |
| Shona Morgan                                                                           | Talaj            | 14,525    | 25.       | kiesett  | kiesett  |
| Shona Morgan                                                                           | Ugrás            | 14,700    |           | kiesett  | kiesett  |
| Shona Morgan                                                                           | Felemás korlát   | 14,500    | 39.       | kiesett  | kiesett  |
| Shona Morgan                                                                           | Gerenda          | 15,350    | 14.       | kiesett  | kiesett  |
| Shona Morgan                                                                           | Egyéni összetett | 59,075    | 15.       | 58,800   | 15.      |
| Olivia Vivian                                                                          | Felemás korlát   | 14,925    | 20.       | kiesett  | kiesett  |
| Olivia Vivian                                                                          | Egyéni összetett | 14,925    | 95.       | kiesett  | kiesett  |
| Georgia Bonora Ashleigh Brennan Lauren Mitchell Olivia Vivian Dasha Joura Shona Morgan | Csapat összetett | 235,450   | 5.        | 176,525  | 6.       |

### Ritmikus gimnasztika
| Versenyző       | Versenyszám | Selejtező | Selejtező | Selejtező | Selejtező | Selejtező | Selejtező | Selejtező | Selejtező | Selejtező | Selejtező | Döntő   | Döntő   | Döntő   | Döntő   | Döntő    | Döntő    | Döntő   | Döntő   | Döntő    | Döntő    | Helyezés |
| Versenyző       | Versenyszám | Kötél     | Kötél     | Karika    | Karika    | Buzogány  | Buzogány  | Szalag    | Szalag    | Összesen  | Összesen  | Kötél   | Kötél   | Karika  | Karika  | Buzogány | Buzogány | Szalag  | Szalag  | Összesen | Összesen | Helyezés |
| Versenyző       | Versenyszám | Pont      | Hely.     | Pont      | Hely.     | Pont      | Hely.     | Pont      | Hely.     | Pont      | Hely.     | Pont    | Hely.   | Pont    | Hely.   | Pont     | Hely.    | Pont    | Hely.   | Pont     | Hely.    | Helyezés |
| --------------- | ----------- | --------- | --------- | --------- | --------- | --------- | --------- | --------- | --------- | --------- | --------- | ------- | ------- | ------- | ------- | -------- | -------- | ------- | ------- | -------- | -------- | -------- |
| Naazmi Johnston | Egyéni      | 14,075    | 22.       | 15,300    | 20.       | 14,825    | 21.       | 14,800    | 21.       | 59,000    | 22.       | kiesett | kiesett | kiesett | kiesett | kiesett  | kiesett  | kiesett | kiesett | kiesett  | kiesett  | 22.      |

### Trambulin
| Versenyző  | Versenyszám | Selejtező | Selejtező | Döntő    | Döntő    |
| Versenyző  | Versenyszám | Pontszám  | Helyezés  | Pontszám | Helyezés |
| ---------- | ----------- | --------- | --------- | -------- | -------- |
| Ben Wilden | Férfi       | 67,1      | 13.       | kiesett  | kiesett  |

## Triatlon
| Versenyző         | Versenyszám | 1,5 km úszás | 1,5 km úszás | 40 km kerékpározás | 40 km kerékpározás | 10 km futás | 10 km futás | Összesítés | Összesítés |
| Versenyző         | Versenyszám | Idő          | Hely.        | Idő                | Hely.              | Idő         | Hely.       | Idő        | Helyezés   |
| ----------------- | ----------- | ------------ | ------------ | ------------------ | ------------------ | ----------- | ----------- | ---------- | ---------- |
| Courtney Atkinson | Férfi       | 18:06        | 6.           | 59:08              | 43.*               | 32:00       | 11.         | 1:50:10,02 | 11.        |
| Brad Kahlefeldt   | Férfi       | 18:17        | 19.*         | 58:56              | 23.**              | 32:26       | 15.         | 1:50:36,00 | 16.        |
| Erin Densham      | Női         | 20:54        | 44.          | 1:05:27            | 27.                | 35:46       | 13.         | 2:03:08,76 | 22.        |
| Emma Moffatt      | Női         | 19:55        | 12.          | 1:04:12            | 4.*                | 34:46       | 4.          | 1:59:55,84 |            |
| Emma Snowsill     | Női         | 19:51        | 5.           | 1:04:20            | 15.                | 33:17       | 1.          | 1:58:27,66 |            |

* - egy másik versenyzővel azonos időt ért el

** - öt másik versenyzővel azonos időt ért el

## Úszás
Férfi

| Versenyző | Versenyszám            | Előfutam | Előfutam | Előfutam | Elődöntő | Elődöntő | Elődöntő | Döntő     | Döntő    |
| Versenyző | Versenyszám            | Idő      | Hely.    | Össz.    | Idő      | Hely.    | Össz.    | Idő       | Helyezés |
| --- | ---------------------- | -------- | -------- | -------- | -------- | -------- | -------- | --------- | -------- |
| Ashley Callus | 50 m gyors             | 22,11    | 4.       | 13.      | 21,68    | 2.       | 3.       | 21,62     | 5.       |
| Eamon Sullivan | 50 m gyors             | 21,79    | 3.       | 7.       | 21,75    | 3.       | 6.       | 21,65     | 6.       |
| Eamon Sullivan | 100 m gyors            | 47,80    | 1.       | 1.       | 47,05    | 1.       | 1.       | 47,32     |          |
| Matt Targett | 100 m gyors            | 48,40    | 4.       | 11.      | 47,88    | 3.       | 4.       | 48,20     | 7.       |
| Nicholas Sprenger | 200 m gyors            | 1:47,64  | 6.       | 14.      | 1:47,80  | 5.       | 12.      | kiesett   | kiesett  |
| Kenrick Monk | 200 m gyors            | 1:48,17  | 5.       | 22.      | kiesett  | kiesett  | kiesett  | kiesett   | kiesett  |
| Grant Hackett | 400 m gyors            | 3:44,03  | 1.       | 5.       |          |          |          | 3:43,84   | 6.       |
| Grant Hackett | 1500 m gyors           | 14:38,92 | 1.       | 1.       |          |          |          | 14:41,53  |          |
| Craig Stevens | 1500 m gyors           | 15:04,82 | 5.       | 15.      |          |          |          | kiesett   | kiesett  |
| Craig Stevens | 400 m gyors            | 3:50,22  | 8.       | 25.      |          |          |          | kiesett   | kiesett  |
| Ashley Delaney | 100 m hát              | 54,08    | 2.       | 9.       | 53,76    | 4.       | 8.       | 53,31     | 5.       |
| Ashley Delaney | 200 m hát              | 1:57,87  | 4.       | 9.       | 1:57,73  | 6.       | 10.      | kiesett   | kiesett  |
| Hayden Stoeckel | 200 m hát              | 1:57,15  | 2.       | 6.       | 1:56,73  | 3.       | 7.       | 1:56,39   | 6.       |
| Hayden Stoeckel | 100 m hát              | 53,93    | 1.       | 7.       | 52,97    | 1.       | 1.       | 53,18     |          |
| Brenton Rickard | 100 m mell             | 59,89    | 2.       | 4.       | 59,65    | 2.       | 3.       | 59,74     | 5.       |
| Brenton Rickard | 200 m mell             | 2:11,00  | 5.       | 13.      | 2:09,72  | 2.       | 4.       | 2:08,88   |          |
| Christian Sprenger | 200 m mell             | 2:12,56  | 6.       | 26.      | kiesett  | kiesett  | kiesett  | kiesett   | kiesett  |
| Christian Sprenger | 100 m mell             | 1:00,36  | 4.       | 10.      | 1:00,76  | 8.       | 14.      | kiesett   | kiesett  |
| Andrew Lauterstein | 100 m pillangó         | 51,37    | 2.       | 6.       | 51,27    | 2.       | 3.       | 51,12     |          |
| Adam Pine | 100 m pillangó         | 52,07    | 4.       | 17.      | kiesett  | kiesett  | kiesett  | kiesett   | kiesett  |
| Travis Nederpelt | 200 m pillangó         | 1:56,64  | 6.       | 18.      | kiesett  | kiesett  | kiesett  | kiesett   | kiesett  |
| Travis Nederpelt | 400 m vegyes           | 4:15,37  | 5.       | 14.      |          |          |          | kiesett   | kiesett  |
| Leith Brodie | 200 m vegyes           | 1:59,96  | 5.       | 15.      | 2:00,57  | 7.       | 14.      | kiesett   | kiesett  |
| Ky Hurst | 10 km nyílt vízi       |          |          |          |          |          |          | 1:52:13,7 | 11.      |
| Leith Brodie Ashley Callus Andrew Lauterstein Patrick Murphy Eamon Sullivan Matt Targett                                   | 4 × 100 m gyorsváltó   | 3:12,41  | 2.       | 3.       |          |          |          | 3:09,91   |          |
| Grant Brits Leith Brodie Nick Ffrost Grant Hackett Patrick Murphy Kirk Palmer                                              | 4 × 200 m gyorsváltó   | 7:08,41  | 4.       | 6.       |          |          |          | 7:04,98   |          |
| Ashley Delaney Andrew Lauterstein Adam Pine Brenton Rickard Christian Sprenger Hayden Stoeckel Eamon Sullivan Matt Targett | 4 × 100 m vegyes váltó | 3:32,76  | 1.       | 2.       |          |          |          | 3:30,04   |          |

Női

| Versenyző | Versenyszám            | Előfutam | Előfutam | Előfutam | Elődöntő | Elődöntő | Elődöntő | Döntő     | Döntő    |
| Versenyző | Versenyszám            | Idő      | Hely.    | Össz.    | Idő      | Hely.    | Össz.    | Idő       | Helyezés |
| --- | ---------------------- | -------- | -------- | -------- | -------- | -------- | -------- | --------- | -------- |
| Lisbeth Trickett | 100 m pillangó         | 58,37    | 2.       | 12.      | 57,05    | 1.       | 1.       | 56,73     |          |
| Lisbeth Trickett | 100 m gyors            | 53,99    | 2.       | 6.       | 54,10    | 4.       | 8.       | 53,16     |          |
| Lisbeth Trickett | 50 m gyors             | 24,67    | 1.       | 4.       | 24,47    | 3.       | 5.       | 24,25     | 4.       |
| Cate Campbell | 50 m gyors             | 24,20    | 1.       | 1.       | 24,42    | 2.       | 2.       | 24,17     |          |
| Cate Campbell | 100 m gyors            | 54,55    | 3.       | 13.      | 54,54    | 6.       | 10.      | kiesett   | kiesett  |
| Bronte Barratt | 200 m gyors            | 1:57,75  | 3.       | 10.      | 1:57,55  | 4.       | 5.       | 1:57,83   | 7.       |
| Bronte Barratt | 400 m gyors            | 4:04,16  | 3.       | 5.       |          |          |          | 4:05,05   | 7.       |
| Linda MacKenzie | 400 m gyors            | 4:05,91  | 4.       | 10.      |          |          |          | kiesett   | kiesett  |
| Linda MacKenzie | 200 m gyors            | 1:57,96  | 5.       | 12.      | 1:58,19  | 5.       | 12.      | kiesett   | kiesett  |
| Kylie Palmer | 800 m gyors            | 8:22,81  | 3.       | 5.       |          |          |          | 8:26,39   | 6.       |
| Melissa Gorman | 800 m gyors            | 8:32,34  | 7.       | 17.      |          |          |          | kiesett   | kiesett  |
| Melissa Gorman | 10 km nyílt vízi       |          |          |          |          |          |          | 2:00:33,6 | 15.      |
| Sophie Edington | 100 m hát              | 1:00,65  | 6.       | 14.      | 1:01,05  | 6.       | 13.      | kiesett   | kiesett  |
| Emily Seebohm | 100 m hát              | 1:00,27  | 2.       | 9.       | 1:00,31  | 5.       | 9.       | kiesett   | kiesett  |
| Belinda Hocking | 200 m hát              | 2:09,54  | 4.       | 11.      | 2:08,80  | 4.       | 6.       | 2:10,12   | 8.       |
| Meagen Nay | 200 m hát              | 2:08,79  | 2.       | 3.       | 2:08,09  | 2.       | 3.       | 2:08,84   | 7.       |
| Tarnee White | 100 m mell             | 1:07,83  | 2.       | 7.       | 1:07,48  | 3.       | 4.       | 1:07,63   | 6.       |
| Leisel Jones | 100 m mell             | 1:05,64  | 1.       | 1.       | 1:05,80  | 1.       | 1.       | 1:05,17   |          |
| Leisel Jones | 200 m mell             | 2:23,81  | 1.       | 2.       | 2:23,04  | 1.       | 2.       | 2:22,05   |          |
| Sally Foster | 200 m mell             | 2:25,54  | 4.       | 10.      | 2:26,33  | 5.       | 9.       | kiesett   | kiesett  |
| Alicia Coutts | 200 m vegyes           | 2:11,55  | 1.       | 1.       | 2:12,03  | 2.*      | 5.       | 2:11,43   | 5.       |
| Stephanie Rice | 200 m vegyes           | 2:12,07  | 2.       | 6.       | 2:10,58  | 2.       | 2.       | 2:08,45   |          |
| Stephanie Rice | 400 m vegyes           | 4:35,11  | 1.       | 3.       |          |          |          | 4:29,45   |          |
| Samantha Hamill | 400 m vegyes           | 4:41,89  | 7.       | 22.      |          |          |          | kiesett   | kiesett  |
| Samantha Hamill | 200 m pillangó         | 2:08,83  | 5.       | 13.      | 2:09,58  | 7.       | 12.      | kiesett   | kiesett  |
| Jessicah Schipper | 200 m pillangó         | 2:08,11  | 4.       | 11.      | 2:06,34  | 2.       | 2.       | 2:06,26   |          |
| Jessicah Schipper | 100 m pillangó         | 57,58    | 1.       | 1.       | 57,43    | 1.       | 3.       | 57,25     |          |
| Cate Campbell Alice Mills Shayne Reese Melanie Schlanger Libby Trickett                                                      | 4 × 100 m gyorsváltó   | 3:37,81  | 3.       | 6.       |          |          |          | 3:35,05   |          |
| Angie Bainbridge Bronte Barratt Lara Davenport Felicity Galvez Linda MacKenzie Kylie Palmer Melanie Schlanger Stephanie Rice | 4 × 200 m gyorsváltó   | 7:55,10  | 3.       | 6.       |          |          |          | 7:44,31   |          |
| Felicity Galvez Liesel Jones Shayne Reese Jessicah Schipper Emily Seebohm Lisbeth Trickett Tarnee White                      | 4 × 100 m vegyes váltó | 3:57,94  | 1.       | 1.       |          |          |          | 3:52,69   |          |

* - egy másik versenyzővel azonos időt ért el

## Vitorlázás
Férfi

| Versenyző                  | Versenyszám    | Futam | Futam | Futam | Futam | Futam | Futam | Futam | Futam | Futam | Futam | Futam | Pontszám | Helyezés |
| Versenyző                  | Versenyszám    | 1     | 2     | 3     | 4     | 5     | 6     | 7     | 8     | 9     | 10    | É     | Pontszám | Helyezés |
| -------------------------- | -------------- | ----- | ----- | ----- | ----- | ----- | ----- | ----- | ----- | ----- | ----- | ----- | -------- | -------- |
| Tom Slingsby               | Laser          | 21    | 22    | 21    | 22    | 35    | 20    | 12    | 11    | 40    |       | -     | 164      | 22.      |
| Nathan Wilmot Malcolm Page | 470-es osztály | 4     | 7     | 3     | 3     | 3     | 4     | 5     | 16    | 3     | 10    | 2     | 44       |          |
| Iain Murray Andrew Palfrey | Csillaghajó    | 11    | 15    | 13    | 15    | 2     | 11    | 10    | 12    | 14    | 8     | -     | 96       | 14.      |

Női

| Versenyző                                       | Versenyszám     | Futam | Futam | Futam | Futam | Futam | Futam | Futam | Futam | Futam | Futam | Futam | Pontszám | Helyezés |
| Versenyző                                       | Versenyszám     | 1     | 2     | 3     | 4     | 5     | 6     | 7     | 8     | 9     | 10    | É     | Pontszám | Helyezés |
| ----------------------------------------------- | --------------- | ----- | ----- | ----- | ----- | ----- | ----- | ----- | ----- | ----- | ----- | ----- | -------- | -------- |
| Sarah Blanck                                    | Laser radial    | 6     | 11    | 7     | 19    | 4     | 12    | 8     | 1     | 5     |       | 8     | 62       | 4.       |
| Jessica Crisp                                   | Szörfvitorlázás | 2     | 4     | 3     | 8     | 1     | 8     | 9     | 14    | 6     | 5     | 20    | 66       | 5.       |
| Elise Rechichi Tessa Parkinson                  | 470-es osztály  | 2     | 2     | 4     | 1     | 9     | 4     | 2     | 5     | 3     | 2     | 18    | 43       |          |
| Krystal Weir Karyn Davis-Gojnich Angela Farrell | Yngling         | 1     | 11    | 6     | 12    | 7     | 7     | 9     | 8     |       |       | 22    | 71       | 10.      |

Nyílt

| Versenyző                    | Versenyszám        | Futam | Futam | Futam | Futam | Futam | Futam | Futam | Futam | Futam | Futam | Futam | Futam | Futam | Pontszám | Helyezés |
| Versenyző                    | Versenyszám        | 1     | 2     | 3     | 4     | 5     | 6     | 7     | 8     | 9     | 10    | 11    | 12    | É     | Pontszám | Helyezés |
| ---------------------------- | ------------------ | ----- | ----- | ----- | ----- | ----- | ----- | ----- | ----- | ----- | ----- | ----- | ----- | ----- | -------- | -------- |
| Anthony Nossiter             | Finn dingi         | 11    | 22    | 8     | 17    | 13    | 21    | 11    | 20    |       |       |       |       | -     | 101      | 16.      |
| Nathan Outteridge Ben Austin | Könnyű 49-es dingi | 20    | 6     | 1     | 12    | 1     | 1     | 6     | 4     | 6     | 12    | 2     | 18    | 12    | 73       | 5.       |
| Darren Bundock Glenn Ashby   | Tornádó            | 5     | 4     | 3     | 1     | 5     | 9     | 2     | 8     | 7     | 4     |       |       | 10    | 49       |          |

É - éremfutam

## Vívás
Női
| Versenyző       | Versenyszám       | Selejtező                       | 32-es főtábla              | Nyolcaddöntő      | Negyeddöntő       | Elődöntő          | Bronz- mérkőzés   | Döntő             | Helyezés |
| Versenyző       | Versenyszám       | Ellenfél Eredmény               | Ellenfél Eredmény          | Ellenfél Eredmény | Ellenfél Eredmény | Ellenfél Eredmény | Ellenfél Eredmény | Ellenfél Eredmény | Helyezés |
| --------------- | ----------------- | ------------------------------- | -------------------------- | ----------------- | ----------------- | ----------------- | ----------------- | ----------------- | -------- |
| Jo Halls        | Tőr, egyéni       | Misleydis Compañy (CUB) · 13-15 | kiesett                    | kiesett           | kiesett           | kiesett           | kiesett           | kiesett           | 35.      |
| Amber Parkinson | Párbajtőr, egyéni |                                 | Harada Megumi (JPN) · 9-15 | kiesett           | kiesett           | kiesett           | kiesett           | kiesett           | 19.      |

## Vízilabda

### Férfi
| Ausztrál nemzeti férfi vízilabdacsapat-játékoskeret | Ausztrál nemzeti férfi vízilabdacsapat-játékoskeret | Ausztrál nemzeti férfi vízilabdacsapat-játékoskeret | Ausztrál nemzeti férfi vízilabdacsapat-játékoskeret | Ausztrál nemzeti férfi vízilabdacsapat-játékoskeret | Ausztrál nemzeti férfi vízilabdacsapat-játékoskeret | Ausztrál nemzeti férfi vízilabdacsapat-játékoskeret |
| #                                                   | Név                                                 | Poszt                                               | Magasság                                            | Súly                                                | Kor                                                 | Klub                                                |
| --------------------------------------------------- | --------------------------------------------------- | --------------------------------------------------- | --------------------------------------------------- | --------------------------------------------------- | --------------------------------------------------- | --------------------------------------------------- |
| 1                                                   | James Stanton                                       | GK                                                  | 1,98 m (6 ft 6 in)                                  | 93 kg                                               | 1983. július 21. (25 évesen)                        | CN Novarra Barcelona                                |
| 2                                                   | Richie Campbell                                     | CB                                                  | 1,93 m (6 ft 4 in)                                  | 92 kg                                               | 1987. szeptember 18. (20 évesen)                    | CN Barcelona                                        |
| 3                                                   | Trent Franklin                                      | D                                                   | 1,84 m (6 ft 0 in)                                  | 83 kg                                               | 1979. február 12. (29 évesen)                       | Sydney ONI                                          |
| 4                                                   | Pietro Figlioli                                     | D                                                   | 1,90 m (6 ft 3 in)                                  | 94 kg                                               | 1984. május 29. (24 évesen)                         | Chiavari Nouk                                       |
| 5                                                   | Robert Maitland                                     | CB                                                  | 1,90 m (6 ft 3 in)                                  | 95 kg                                               | 1983. szeptember 4. (24 évesen)                     | CN Mediferrow Barcelona                             |
| 6                                                   | Anthony Martin                                      | D                                                   | 1,92 m (6 ft 4 in)                                  | 94 kg                                               | 1985. március 22. (23 évesen)                       | KFC Breakers Brisbane                               |
| 7                                                   | Tim Neesham                                         | D                                                   | 1,84 m (6 ft 0 in)                                  | 86 kg                                               | 1979. október 20. (28 évesen)                       | Fremantle Perth                                     |
| 8                                                   | Sam McGregor                                        | CB                                                  | 1,92 m (6 ft 4 in)                                  | 95 kg                                               | 1984. augusztus 12. (23 évesen)                     | CN Alcorcon Madrid                                  |
| 9                                                   | Thomas Whalan                                       | D                                                   | 1,94 m (6 ft 4 in)                                  | 89 kg                                               | 1980. október 13. (27 évesen)                       | Savona                                              |
| 10                                                  | Gavin Woods                                         | CF                                                  | 1,99 m (6 ft 6 in)                                  | 95 kg                                               | 1978. március 1. (30 évesen)                        | Balmain Tigers Sydney                               |
| 11                                                  | Rhys Howden                                         | D                                                   | 1,88 m (6 ft 2 in)                                  | 78 kg                                               | 1987. április 2. (21 évesen)                        | Brisbane Barracudas                                 |
| 12                                                  | Jamie Beadsworth                                    | CF                                                  | 1,93 m (6 ft 4 in)                                  | 110 kg                                              | 1985. június 11. (23 évesen)                        | Fremantle Perth                                     |
| 13                                                  | Rafael Sterk                                        | GK                                                  | 1,85 m (6 ft 1 in)                                  | 85 kg                                               | 1978. január 27. (30 évesen)                        | KFC Breakers Brisbane                               |
| Vezetőedző: John Fox                                |                                                     |                                                     |                                                     |                                                     |                                                     |                                                     |

- Kor: 2008. augusztus 10-i kora

#### Eredmények
Csoportkör
A csoport
| Csapat              | M | Gy | D | V | G+ | G– | Gk  | P |
| ------------------- | - | -- | - | - | -- | -- | --- | - |
| Magyarország (HUN)  | 5 | 4  | 1 | 0 | 60 | 36 | +24 | 9 |
| Spanyolország (ESP) | 5 | 4  | 0 | 1 | 52 | 34 | +18 | 8 |
| Montenegró (MNE)    | 5 | 2  | 2 | 1 | 43 | 31 | +12 | 6 |
| Ausztrália (AUS)    | 5 | 2  | 1 | 2 | 45 | 40 | +5  | 5 |
| Görögország (GRE)   | 5 | 1  | 0 | 4 | 37 | 56 | –19 | 2 |
| Kanada (CAN)        | 5 | 0  | 0 | 5 | 21 | 61 | –40 | 0 |

| 2008. augusztus 10. 14:00 (8:00) | Ausztrália (AUS)     | 12–8 | Görögország (GRE) | Ying Tung Natatorium, Peking Játékvezetők: Bock (GER), Chaney (USA) |
| 2008. augusztus 10. 14:00 (8:00) | (5–5, 4–3, 2–0, 1–0) |      |                   | Ying Tung Natatorium, Peking Játékvezetők: Bock (GER), Chaney (USA) |
| 2008. augusztus 10. 14:00 (8:00) | Figlioli 4           |      | Dószkasz 3        | Ying Tung Natatorium, Peking Játékvezetők: Bock (GER), Chaney (USA) |

| 2008. augusztus 12. 10:50 (4:50) | Spanyolország (ESP)  | 9–8 | Ausztrália (AUS) | Ying Tung Natatorium, Peking Játékvezetők: Margeta (SLO), Caputi (ITA) |
| 2008. augusztus 12. 10:50 (4:50) | (4–0, 2–4, 2–2, 1–2) |     |                  | Ying Tung Natatorium, Peking Játékvezetők: Margeta (SLO), Caputi (ITA) |
| 2008. augusztus 12. 10:50 (4:50) | X. García 3          |     | Whalan, Woods 2  | Ying Tung Natatorium, Peking Játékvezetők: Margeta (SLO), Caputi (ITA) |

| 2008. augusztus 14. 15:20 (9:20) | Ausztrália (AUS)     | 8–5 | Kanada (CAN) | Ying Tung Natatorium, Peking Játékvezetők: Bock (GER), Klopper (NED) |
| 2008. augusztus 14. 15:20 (9:20) | (2–3, 2–1, 3–1, 1–0) |     |              | Ying Tung Natatorium, Peking Játékvezetők: Bock (GER), Klopper (NED) |
| 2008. augusztus 14. 15:20 (9:20) | Figlioli 3           |     | Feltham 2    | Ying Tung Natatorium, Peking Játékvezetők: Bock (GER), Klopper (NED) |

| 2008. augusztus 16. 15:20 (9:20) | Ausztrália (AUS)     | 12–13 | Magyarország (HUN) | Ying Tung Natatorium, Peking Játékvezetők: Klopper (NED), Rak (CRO) |
| 2008. augusztus 16. 15:20 (9:20) | (4–4, 1–5, 4–2, 3–2) |       |                    | Ying Tung Natatorium, Peking Játékvezetők: Klopper (NED), Rak (CRO) |
| 2008. augusztus 16. 15:20 (9:20) | Figlioli 3           |       | Molnár 3           | Ying Tung Natatorium, Peking Játékvezetők: Klopper (NED), Rak (CRO) |

| 2008. augusztus 18. 12:10 (6:10) | Montenegró (MNE)     | 5–5 | Ausztrália (AUS) | Ying Tung Natatorium, Peking Játékvezetők: Chaney (USA), Caputi (ITA) |
| 2008. augusztus 18. 12:10 (6:10) | (2–1, 1–2, 0–1, 2–1) |     |                  | Ying Tung Natatorium, Peking Játékvezetők: Chaney (USA), Caputi (ITA) |
| 2008. augusztus 18. 12:10 (6:10) | öt játékos 1         |     | öt játékos 1     | Ying Tung Natatorium, Peking Játékvezetők: Chaney (USA), Caputi (ITA) |

A 7–10. helyért
| 2008. augusztus 22. 10:50 (4:50) | Ausztrália (AUS)               | 13–13 (h. u.) | Olaszország (ITA) | Ying Tung Natatorium, Peking Játékvezetők: Moliner Molins (ESP), Chaney (USA) |
| 2008. augusztus 22. 10:50 (4:50) | (4–2, 1–5, 4–0, 1–3, 0–1, 3–2) |               |                   | Ying Tung Natatorium, Peking Játékvezetők: Moliner Molins (ESP), Chaney (USA) |
| 2008. augusztus 22. 10:50 (4:50) | McGregor 3                     |               | Calcaterra 6      | Ying Tung Natatorium, Peking Játékvezetők: Moliner Molins (ESP), Chaney (USA) |
| 2008. augusztus 22. 10:50 (4:50) | Büntetőpárbaj:                 |               |                   | Ying Tung Natatorium, Peking Játékvezetők: Moliner Molins (ESP), Chaney (USA) |
| 2008. augusztus 22. 10:50 (4:50) | 4–3                            |               |                   | Ying Tung Natatorium, Peking Játékvezetők: Moliner Molins (ESP), Chaney (USA) |

A 7. helyért
| 2008. augusztus 24. 10:50 (4:50) | Ausztrália (AUS)     | 8–9 | Görögország (GRE)         | Ying Tung Natatorium, Peking Játékvezetők: Simion (ROU), Pinker (RSA) |
| 2008. augusztus 24. 10:50 (4:50) | (2–3, 2–2, 3–1, 1–3) |     |                           | Ying Tung Natatorium, Peking Játékvezetők: Simion (ROU), Pinker (RSA) |
| 2008. augusztus 24. 10:50 (4:50) | Figlioli 3           |     | Szhízasz, H. Afrudákisz 2 | Ying Tung Natatorium, Peking Játékvezetők: Simion (ROU), Pinker (RSA) |

| Csapat           | Helyezés |
| ---------------- | -------- |
| Ausztrália (AUS) | 8.       |

### Női
| Ausztrál nemzeti női vízilabdacsapat-játékoskeret | Ausztrál nemzeti női vízilabdacsapat-játékoskeret | Ausztrál nemzeti női vízilabdacsapat-játékoskeret | Ausztrál nemzeti női vízilabdacsapat-játékoskeret | Ausztrál nemzeti női vízilabdacsapat-játékoskeret | Ausztrál nemzeti női vízilabdacsapat-játékoskeret | Ausztrál nemzeti női vízilabdacsapat-játékoskeret |
| #                                                 | Név                                               | Poszt                                             | Magasság                                          | Súly                                              | Kor                                               | Klub                                              |
| ------------------------------------------------- | ------------------------------------------------- | ------------------------------------------------- | ------------------------------------------------- | ------------------------------------------------- | ------------------------------------------------- | ------------------------------------------------- |
| 1                                                 | Emma Knox                                         | GK                                                | 1,73 m (5 ft 8 in)                                | 72 kg                                             | 1978. március 2. (30 évesen)                      |                                                   |
| 2                                                 | Gemma Beadsworth                                  | CB                                                | 1,80 m (5 ft 11 in)                               | 80 kg                                             | 1987. július 17. (21 évesen)                      |                                                   |
| 3                                                 | Nikita Cuffe                                      | ?                                                 | 1,79 m (5 ft 10 in)                               | 73 kg                                             | 1979. szeptember 26. (28 évesen)                  |                                                   |
| 4                                                 | Rebecca Rippon                                    | D                                                 | 1,67 m (5 ft 6 in)                                | 72 kg                                             | 1978. december 26. (29 évesen)                    |                                                   |
| 5                                                 | Suzie Fraser                                      | D                                                 | 1,75 m (5 ft 9 in)                                | 63 kg                                             | 1983. augusztus 27. (24 évesen)                   |                                                   |
| 6                                                 | Bronwen Knox                                      | CB                                                | 1,82 m (6 ft 0 in)                                | 86 kg                                             | 1985. augusztus 20. (22 évesen)                   |                                                   |
| 7                                                 | Taniele Gofers                                    | CF                                                | 1,83 m (6 ft 0 in)                                | 80 kg                                             | 1985. június 12. (23 évesen)                      |                                                   |
| 8                                                 | Kate Gynther                                      | D                                                 | 1,74 m (5 ft 9 in)                                | 73 kg                                             | 1982. július 5. (26 évesen)                       |                                                   |
| 9                                                 | Jenna Santoromito                                 | CB                                                | 1,69 m (5 ft 7 in)                                | 65 kg                                             | 1987. január 21. (21 évesen)                      |                                                   |
| 10                                                | Mia Santoromito                                   | CB                                                | 1,69 m (5 ft 7 in)                                | 80 kg                                             | 1985. március 29. (23 évesen)                     |                                                   |
| 11                                                | Melissa Rippon                                    | ?                                                 | 1,69 m (5 ft 7 in)                                | 70 kg                                             | 1981. január 20. (27 évesen)                      |                                                   |
| 12                                                | Amy Hetzel                                        | D                                                 | 1,78 m (5 ft 10 in)                               | 65 kg                                             | 1983. április 27. (25 évesen)                     |                                                   |
| 13                                                | Alicia McCormack                                  | GK                                                | 1,68 m (5 ft 6 in)                                | 77 kg                                             | 1983. június 7. (25 évesen)                       |                                                   |
| Vezetőedző: Greg McFadden                         |                                                   |                                                   |                                                   |                                                   |                                                   |                                                   |

- Kor: 2008. augusztus 11-i kora

#### Eredmények
Csoportkör
B csoport
| Csapat             | M | Gy | D | V | G+ | G– | Gk  | P |
| ------------------ | - | -- | - | - | -- | -- | --- | - |
| Magyarország (HUN) | 3 | 2  | 1 | 0 | 28 | 20 | +8  | 5 |
| Ausztrália (AUS)   | 3 | 2  | 1 | 0 | 25 | 22 | +3  | 5 |
| Hollandia (NED)    | 3 | 1  | 0 | 2 | 27 | 27 | +0  | 2 |
| Görögország (GRE)  | 3 | 0  | 0 | 3 | 16 | 27 | –11 | 0 |

| 2008. augusztus 11. 15:40 | Görögország (GRE)    | 6–8 | Ausztrália (AUS) | Ying Tung Natatorium, Peking Játékvezetők: Patelli (BRA), Margeta (SLO) |
| 2008. augusztus 11. 15:40 | (2–5, 2–2, 1–1, 1–0) |     |                  | Ying Tung Natatorium, Peking Játékvezetők: Patelli (BRA), Margeta (SLO) |
| 2008. augusztus 11. 15:40 | Rumbészi 3           |     | Beadsworth 4     | Ying Tung Natatorium, Peking Játékvezetők: Patelli (BRA), Margeta (SLO) |

| 2008. augusztus 13. 13:00 | Magyarország (HUN)   | 7–7 | Ausztrália (AUS) | Ying Tung Natatorium, Peking Játékvezetők: Brguljan (MNE), Tulga (TUR) |
| 2008. augusztus 13. 13:00 | (1–1, 1–1, 1–2, 4–3) |     |                  | Ying Tung Natatorium, Peking Játékvezetők: Brguljan (MNE), Tulga (TUR) |
| 2008. augusztus 13. 13:00 | Drávucz 3            |     | hét játékos 1    | Ying Tung Natatorium, Peking Játékvezetők: Brguljan (MNE), Tulga (TUR) |

| 2008. augusztus 15. 13:00 | Hollandia (NED)           | 9–10 | Ausztrália (AUS) | Ying Tung Natatorium, Peking Játékvezetők: Caputi (ITA), Turcotte (CAN) |
| 2008. augusztus 15. 13:00 | (1–2, 2–2, 1–2, 5–4)      |      |                  | Ying Tung Natatorium, Peking Játékvezetők: Caputi (ITA), Turcotte (CAN) |
| 2008. augusztus 15. 13:00 | van Belkum, van den Ham 2 |      | B. Knox 3        | Ying Tung Natatorium, Peking Játékvezetők: Caputi (ITA), Turcotte (CAN) |

Az elődöntőbe jutásért
| 2008. augusztus 17. 14:20 | Kína (CHN)           | 11–12 | Ausztrália (AUS) | Ying Tung Natatorium, Peking Játékvezetők: Patelli (BRA), Moliner Molins (ESP) |
| 2008. augusztus 17. 14:20 | (4–4, 2–2, 2–4, 3–2) |       |                  | Ying Tung Natatorium, Peking Játékvezetők: Patelli (BRA), Moliner Molins (ESP) |
| 2008. augusztus 17. 14:20 | Ma Huan-huan 3       |       | Gynther 5        | Ying Tung Natatorium, Peking Játékvezetők: Patelli (BRA), Moliner Molins (ESP) |

Elődöntő
| 2008. augusztus 19. 14:20 | Egyesült Államok (USA) | 9–8 | Ausztrália (AUS) | Ying Tung Natatorium, Peking Játékvezetők: Margeta (SLO), Caputi (ITA) |
| 2008. augusztus 19. 14:20 | (2–2, 2–2, 4–1, 1–3)   |     |                  | Ying Tung Natatorium, Peking Játékvezetők: Margeta (SLO), Caputi (ITA) |
| 2008. augusztus 19. 14:20 | Villa 3                |     | Gynther 3        | Ying Tung Natatorium, Peking Játékvezetők: Margeta (SLO), Caputi (ITA) |

Bronzmérkőzés
| 2008. augusztus 21. 17:00 | Ausztrália (AUS)               | 9–9 (h. u.) | Magyarország (HUN)  | Ying Tung Natatorium, Peking Játékvezetők: Anciferov (RUS), Rak (CRO) |
| 2008. augusztus 21. 17:00 | (2–2, 1–3, 3–1, 1–1, 2–1, 0–1) |             |                     | Ying Tung Natatorium, Peking Játékvezetők: Anciferov (RUS), Rak (CRO) |
| 2008. augusztus 21. 17:00 | három játékos 2                |             | Kisteleki, Valkai 3 | Ying Tung Natatorium, Peking Játékvezetők: Anciferov (RUS), Rak (CRO) |
| 2008. augusztus 21. 17:00 | Büntetőpárbaj:                 |             |                     | Ying Tung Natatorium, Peking Játékvezetők: Anciferov (RUS), Rak (CRO) |
| 2008. augusztus 21. 17:00 | 3 – 2                          |             |                     | Ying Tung Natatorium, Peking Játékvezetők: Anciferov (RUS), Rak (CRO) |

| Csapat           | Helyezés |
| ---------------- | -------- |
| Ausztrália (AUS) |          |